# Медальєрне мистецтво

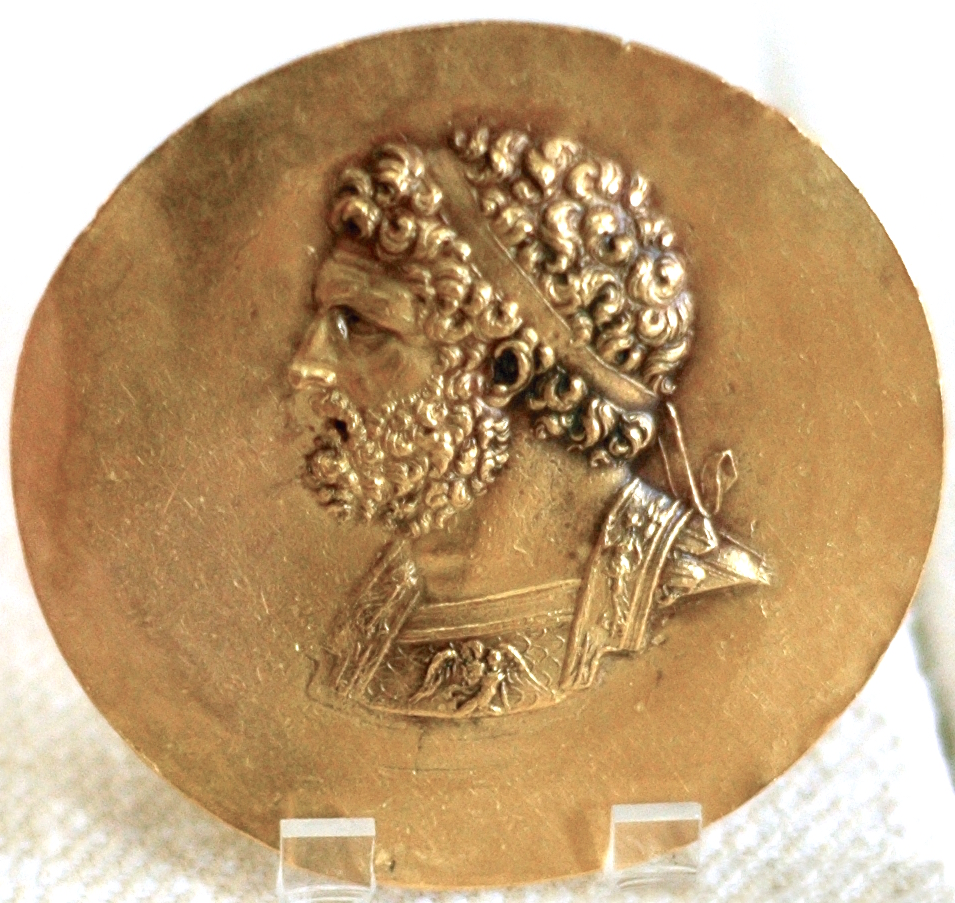
Цар Філіп II Македонський, батько Олександра

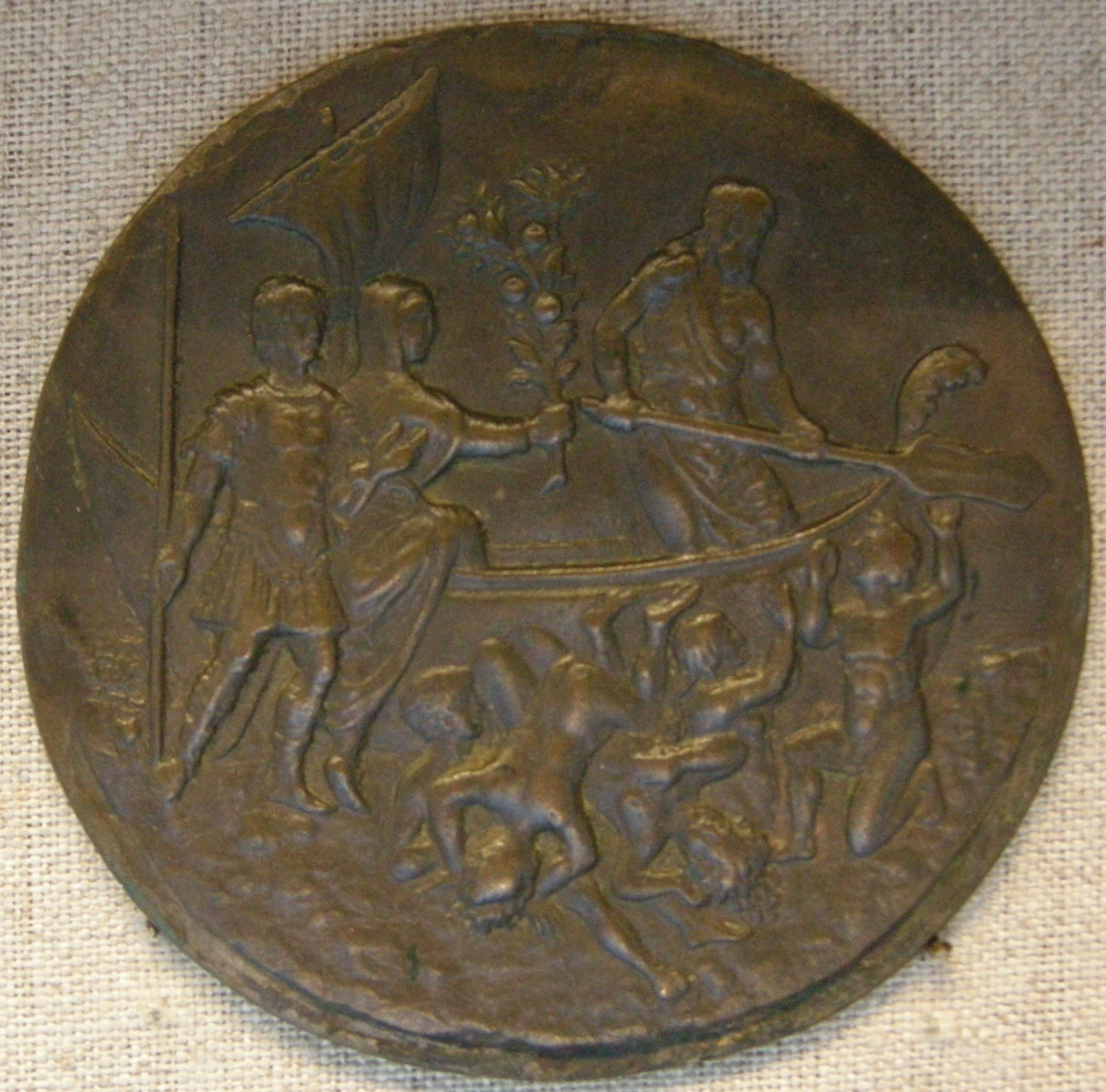
Майстер легенди про Орфея. «Сивілла Кумська, Еней і перевізник Харон (картина)», 1500-1525 рр.

Медальєрне мистецтво — мистецтво виготовлення монет і медалей, гравіювання штампів (матриць) для відбитків. Існує й техніка виливання творів як маленьких скульптур (техніка втрати воску). Різновид мистецтва малих форм, близький до гліптики та ужиткових творів (медальйонів). У медальєрному мистецтві широко використовують герби, алегорії, девізи, написи, рік виготовлення, портрети, орнаменти, риб або птахів, зображення тварин.

## Матеріали
Традиційно матеріалами для медальєрного мистецтва слугують метали та сплави, що зберігають пластичність в процесі виготовлення і довготривалість відбитків. Це золото, срібло, мідь та їх сплави. Існують поодинокі зразки пам'ятних медалей на зразок античних, виготовлених у добу Відродження і бароко з дерева чи кістки. Поширеного використання ці матеріали не мають. Потреба в дешевих матеріалах для медальєрної справи навернула митців до використання кераміки, порцеляни, шкіри, пластмас в XX столітті.

## Народження монетної справи

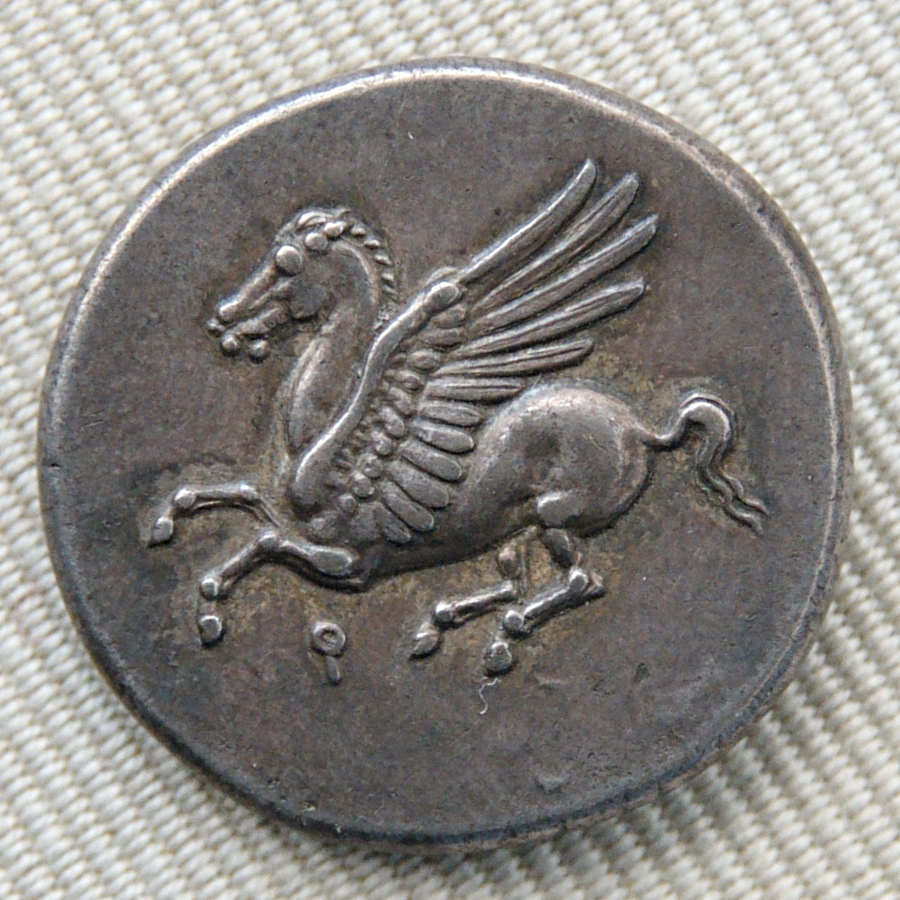
Коринфска тридрахма. Аверс. IV ст. до н. е.

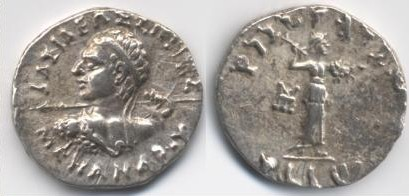
Двомовна срібна монета царя Менандра на грецькій та мові палі.

Вважають, що перші монети виникли в Лідіській державі та Греції між VIII і VII століттями до н. е. Медальєрне мистецтво Давньої Греції стояло на рівні найкращих досягнень інших пластичних мистецтв. Давньогрецькі джерела не зберегли імен медальєрів сивої давнини. Є лише один виняток — монети та медалі Сицилії, які мають підписи з іменами майстрів. В місті Сиракузи зафіксована діяльність Кімона та Евайнета в добу тиранії двох Дионісіїв. В Давній Греції виготовленням монет займалися майстри гліптики-різьблення по напівдорогоцінному камінні, що слугувало для печаток. Хоча імен медальєрів Греції не збереглося, відомо, що вони користувалися великою пошаною.
Поширення міжнародних контактів спричинило появу монет з написами двома мовами.

### Медальєрика Стародавнього Риму

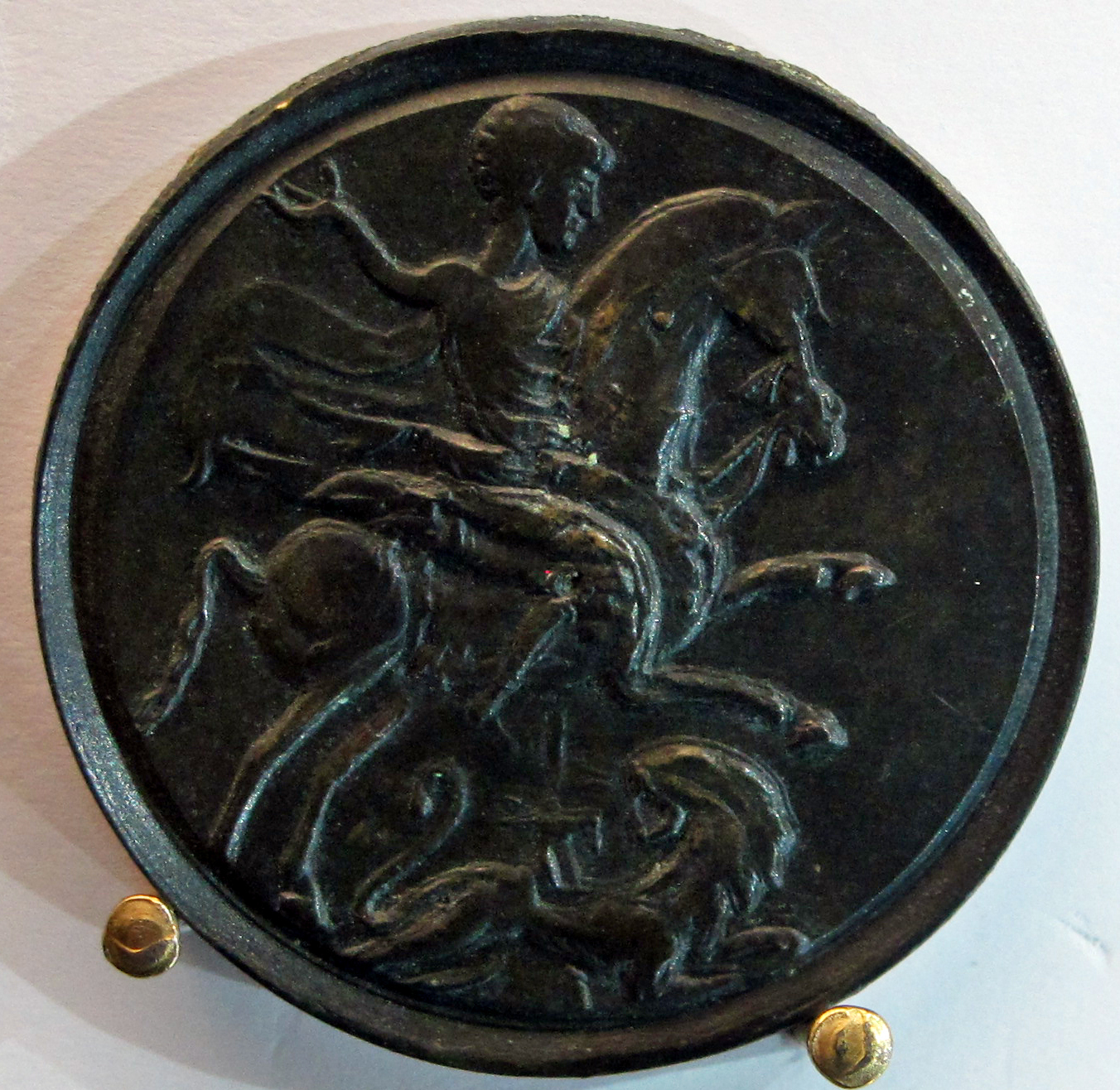
Давньоримський анонім. «Олександр Македонський на коні Белерофонті», Національний археологічний музей Флоренції

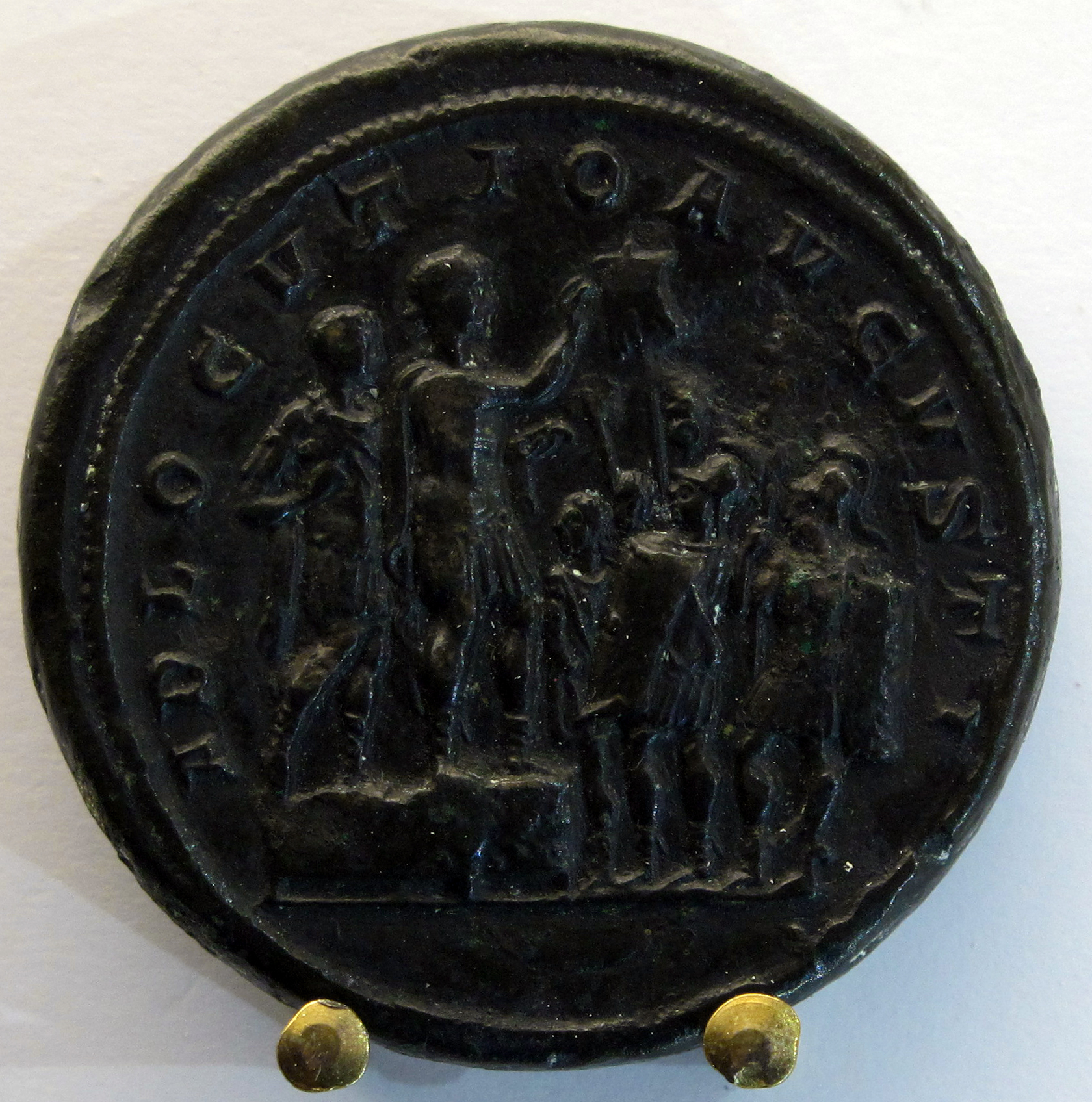
Давньоримський анонім. «Імператор Гордіан III з промовою перед легіонерами». Національний археологічний музей Флоренції

Саме слово «монета» походить не з Греції, а з Давнього Риму. Майстрів називали «scalptores monetae», майже «скульптори монет». Римляни, пихаті й зажерливі, з презирством відносилися до всілякої праці. Їх багатство базувалося не на власній праці, а на грабунках та постійних загарбницьких війнах. Тому на римських монетних дворах працювали раби. Навіть голова двору —praepositus — майже завжди був рабом. Якщо римлянам були потрібні освічені майстри, вони не отримували освіту самі, а купували рабів з освітою. Римські монети не мають імен медальєрів, а з джерел відомо, що до майстрів відносилися як до ремісників невисокого щаблю.
Особливістю монет і медалей Давнього риму є високий рельєф і не завжди правильне коло форми. Монети також були різного (ще не стандартного) діаметра (від 3 мм до 58 мм).

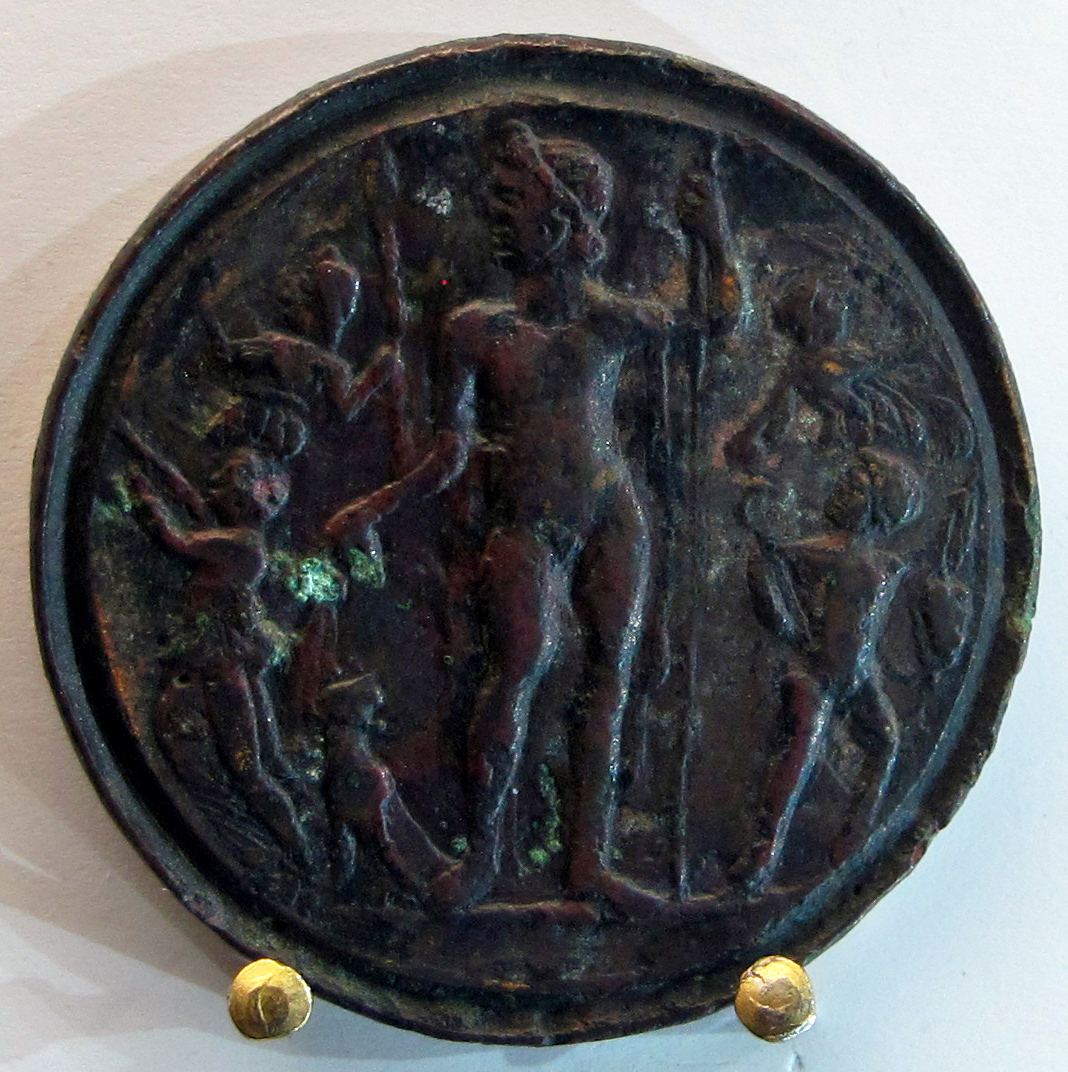
Давньоримський анонім. «Імператор Каракалла як бог Діоніс та вакханти»
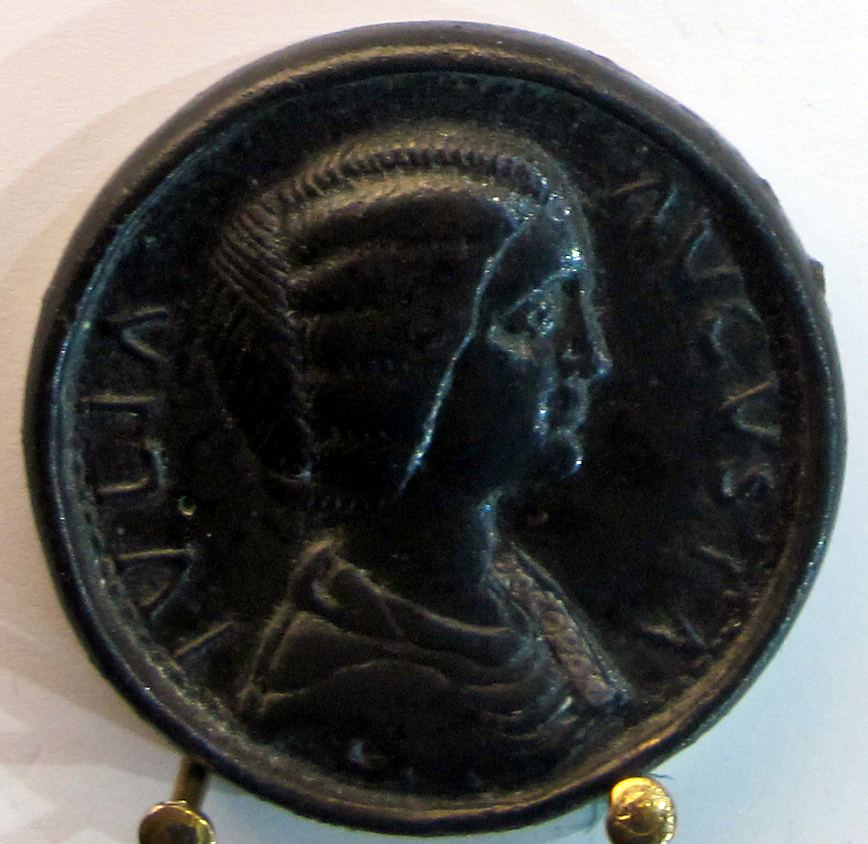
Давньоримський анонім. «Юлія Домна»
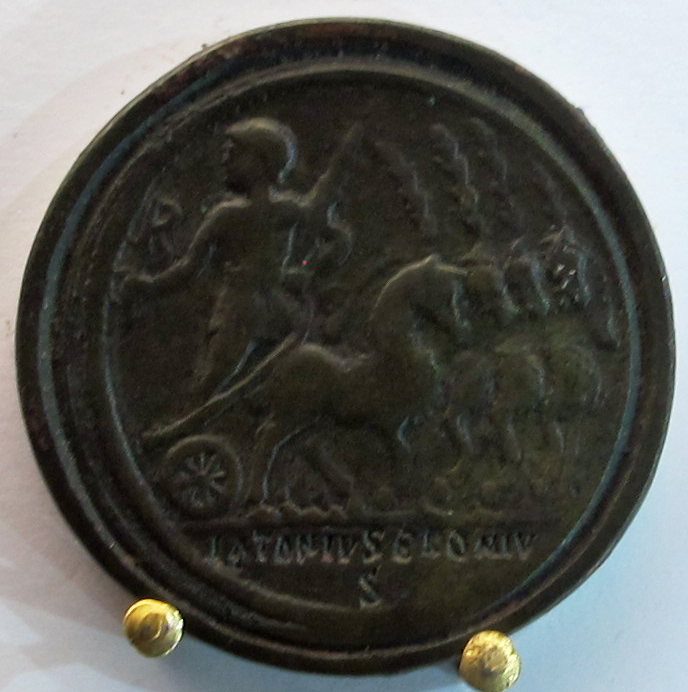
Давньоримський анонім. «Імператор Нерон править квадрігою»
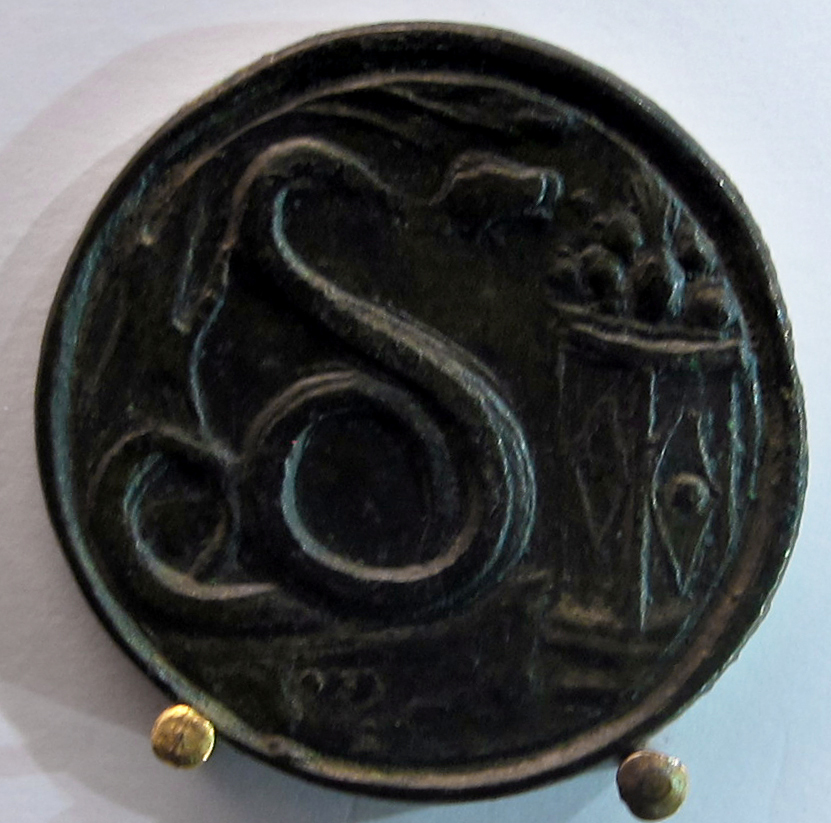
Давньоримський анонім. «Імператор Нерон зі змією біля вівтаря з жертвою фруктами»
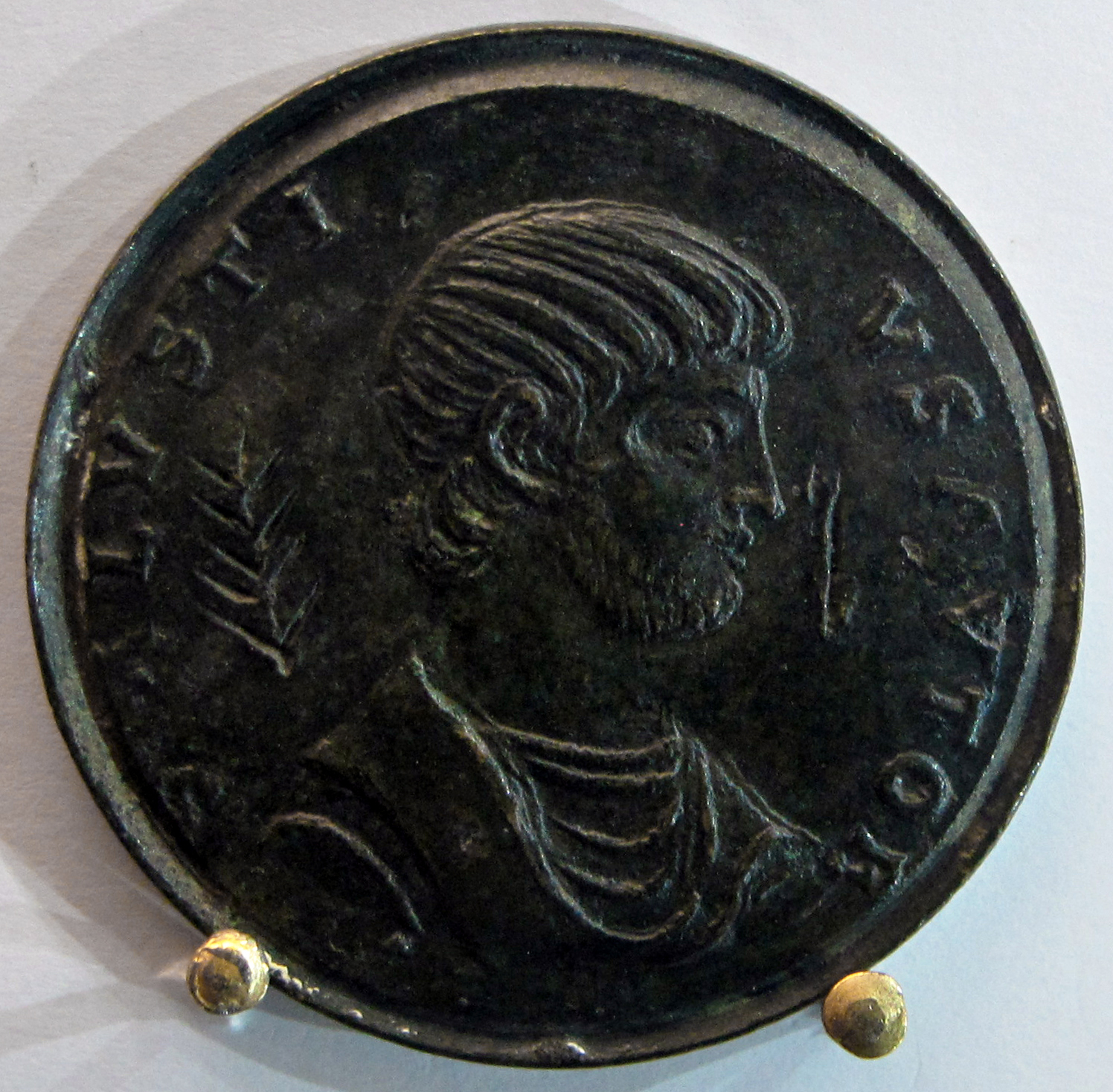
Давньоримський анонім. «Саллюстій»
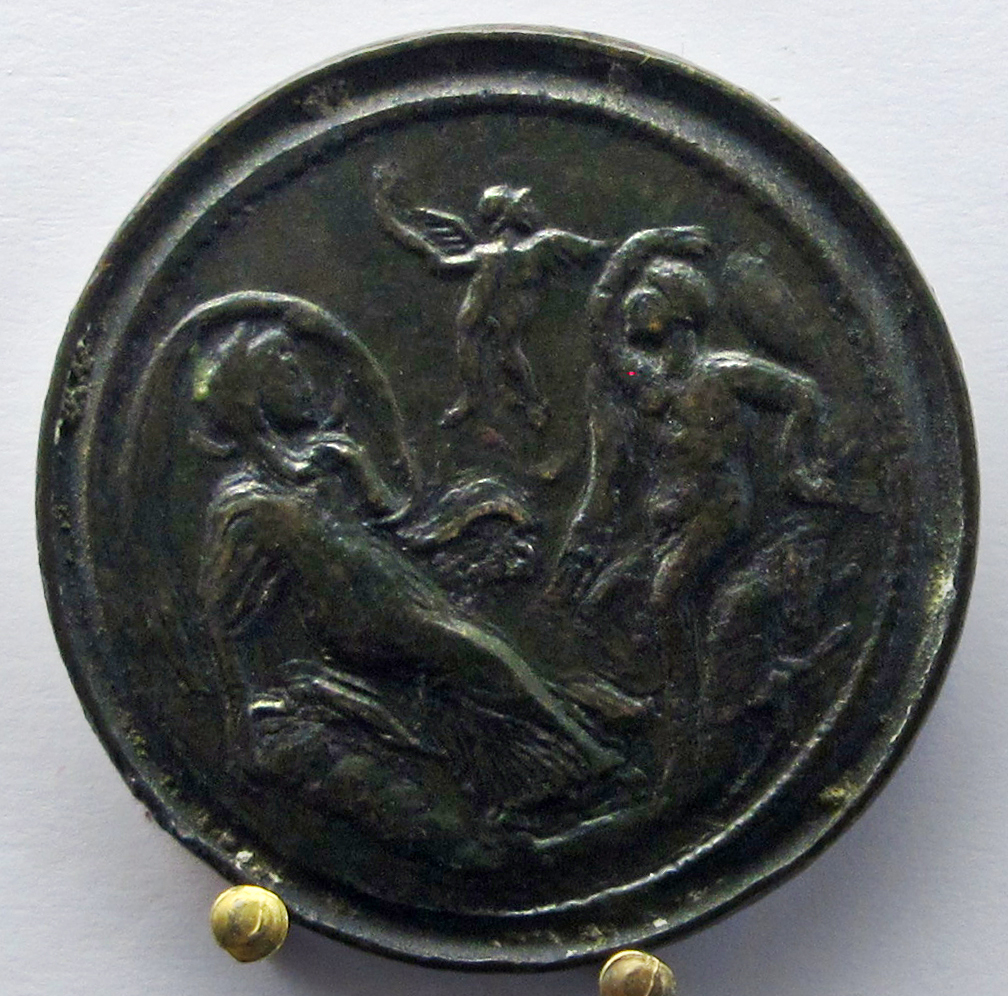
Давньоримський анонім. «Імператор Траян, богиня Діана, амурчик і песик»
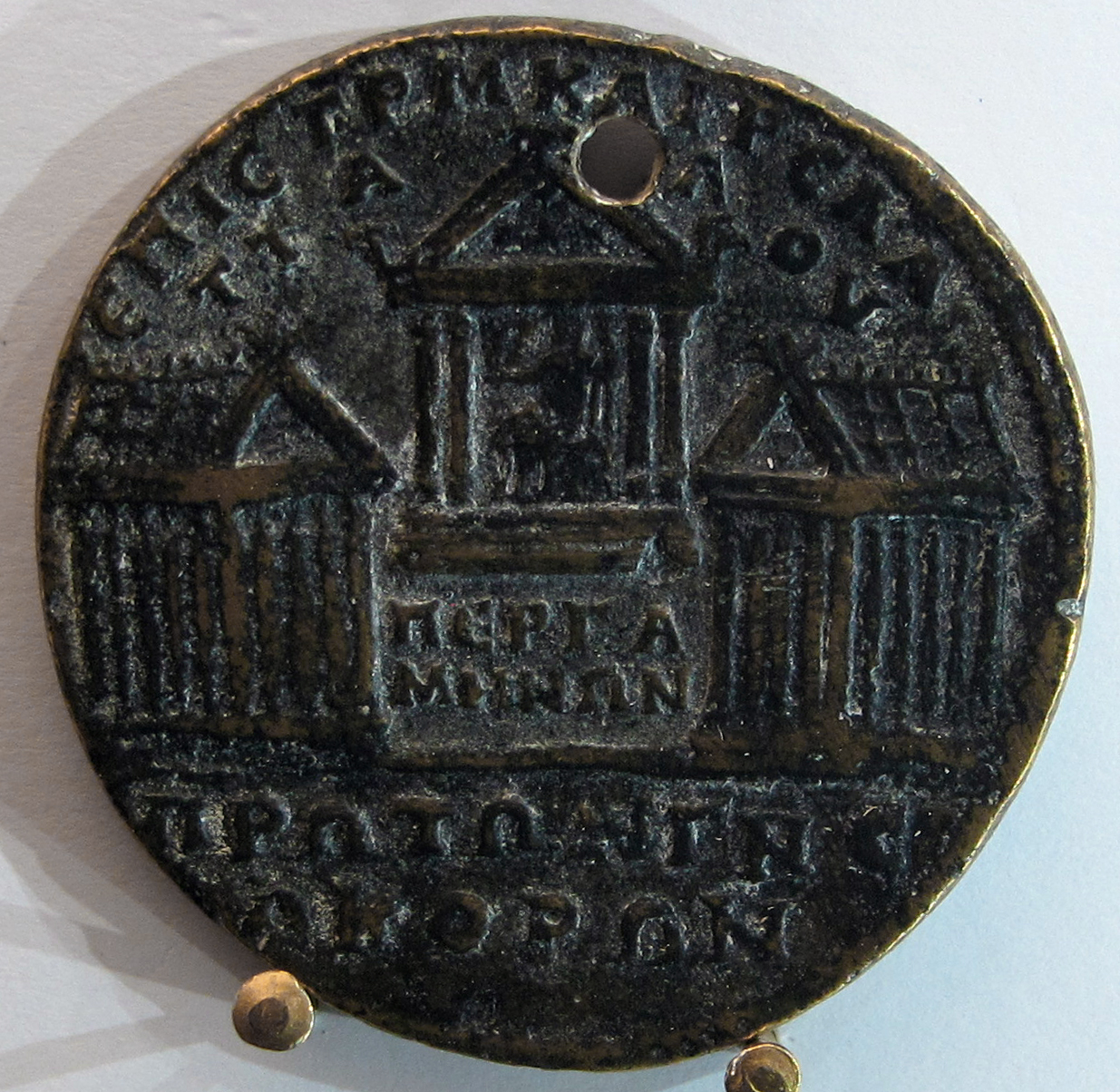
Давньоримський анонім. «Храм у Пергамі зі скульптурою Асклепія»
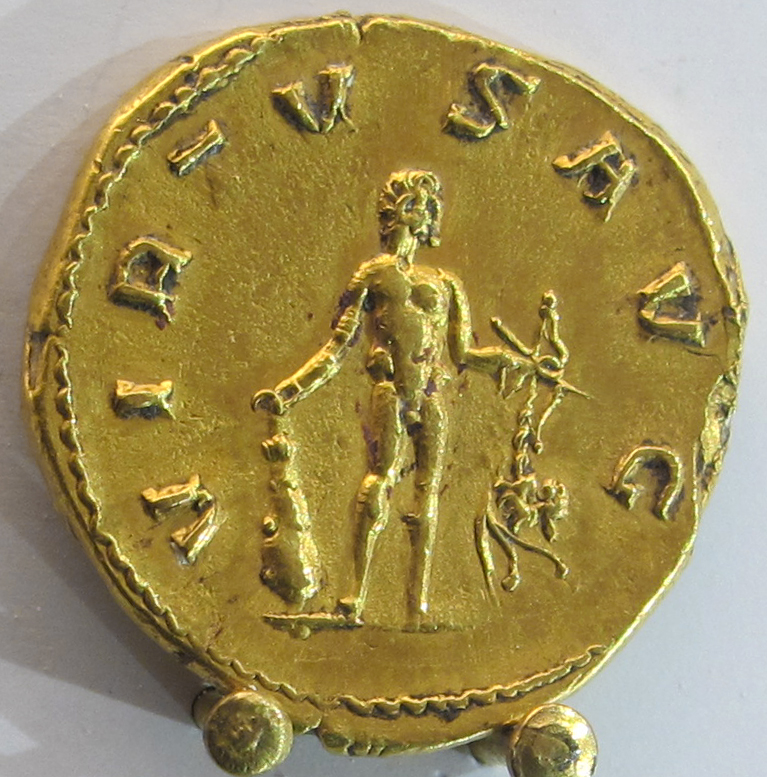
Давньоримський анонім. « Галієн як Геракл» (?).
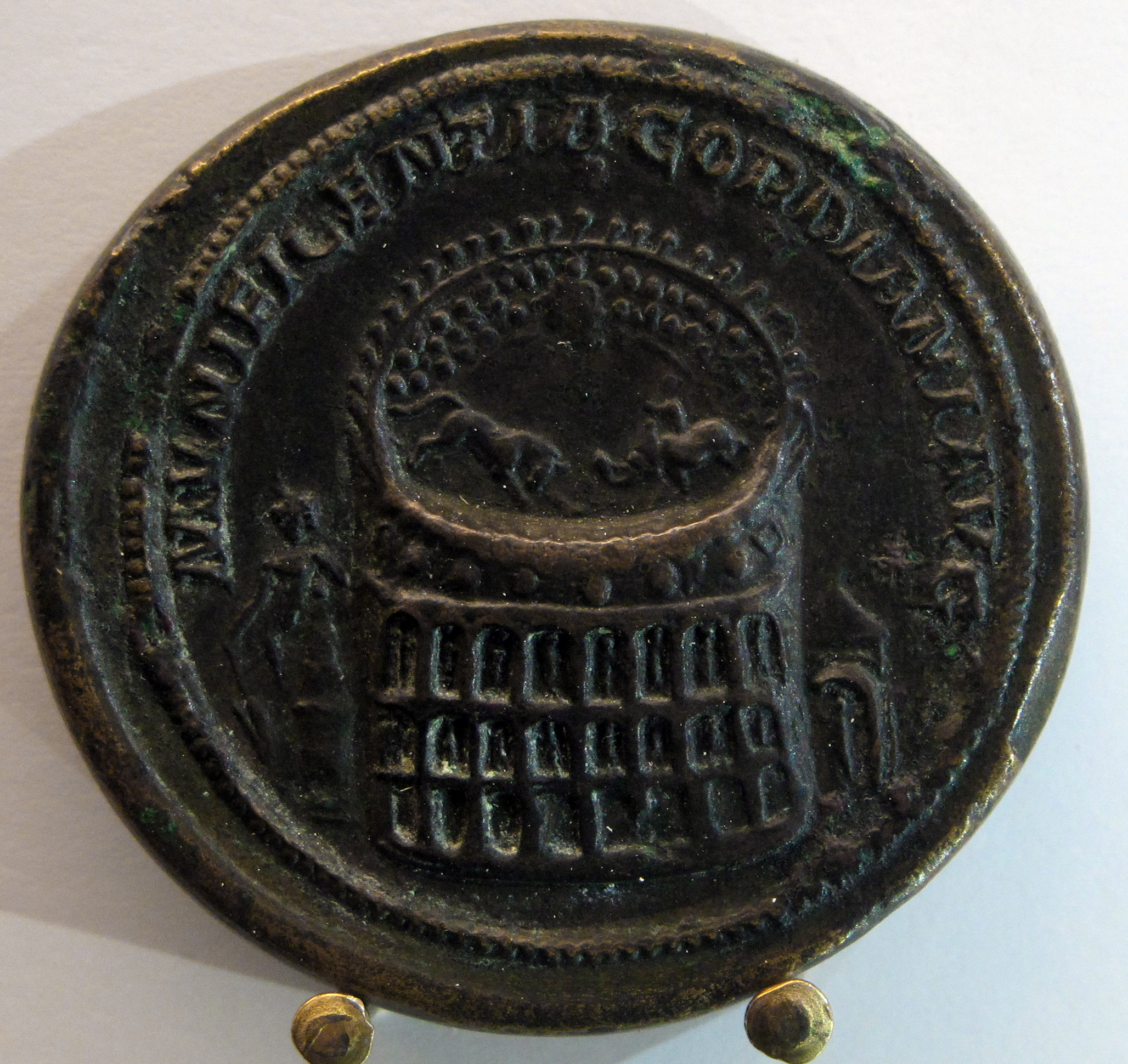
Давньоримський анонім. «Колізей з двобоєм слона і бика»
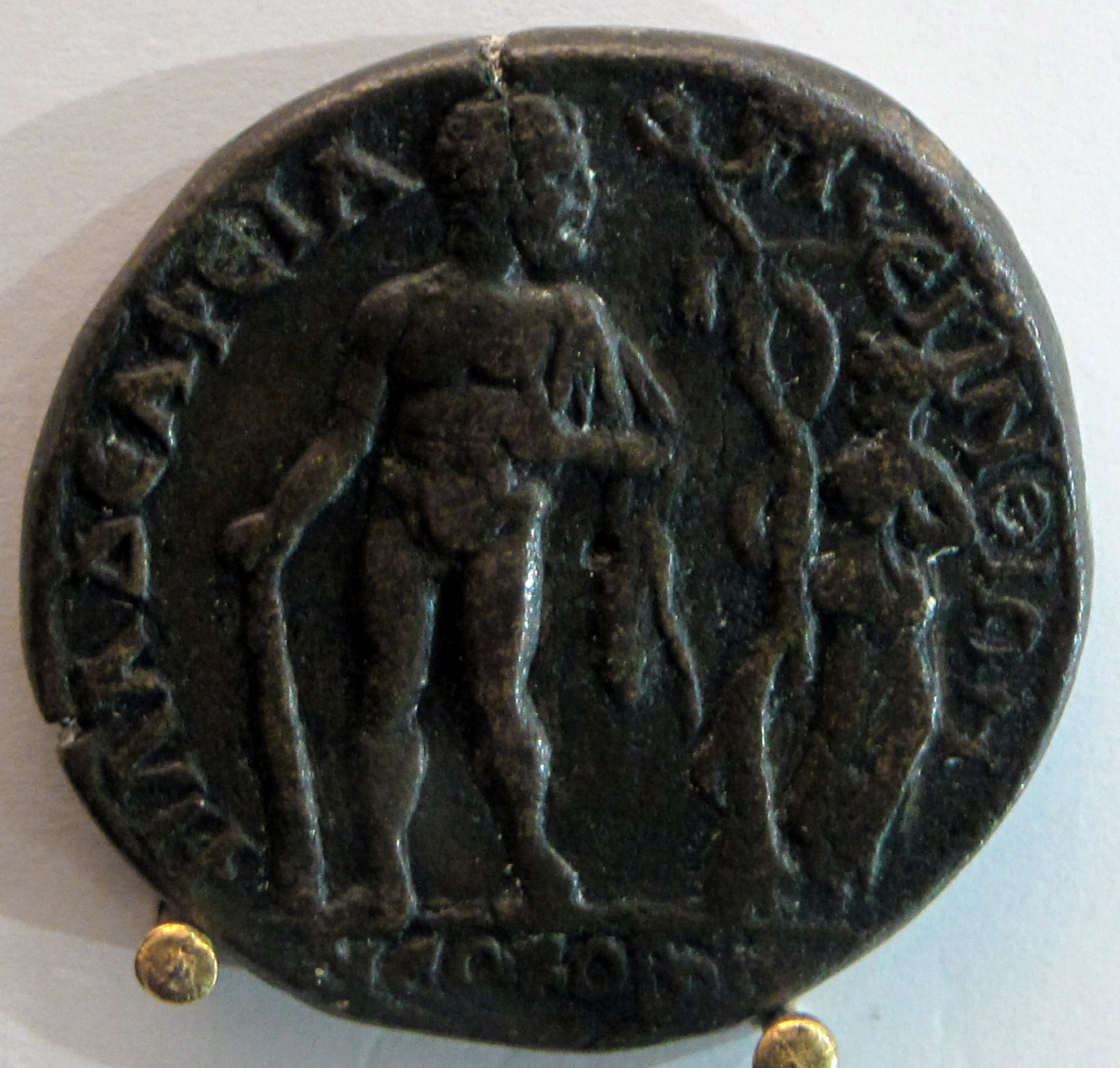
Давньоримський анонім. «Імператор Септімій Север як Геракл, що здобуває яблука Гесперід»
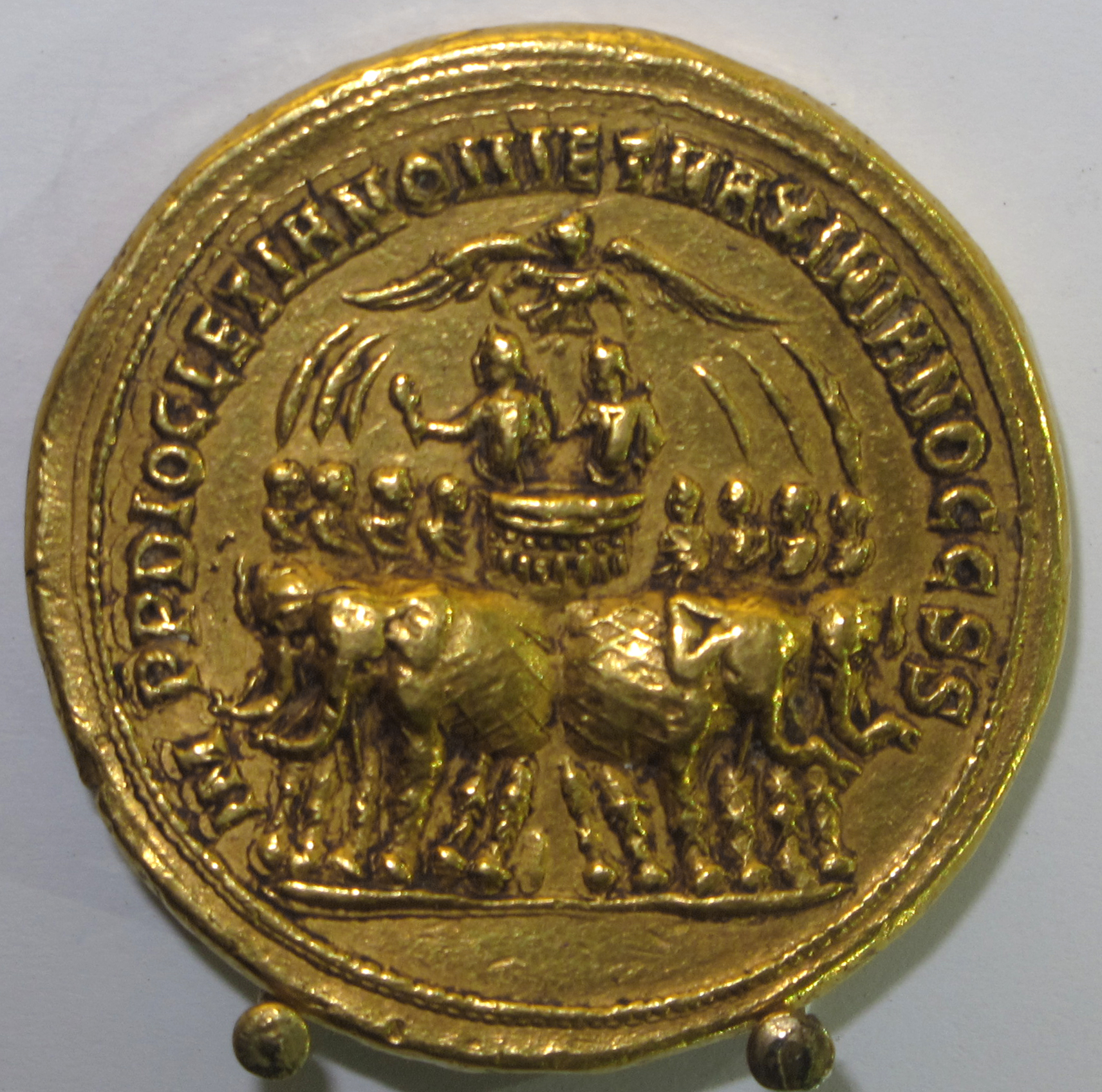
Давньоримський анонім. «Імператор Діоклетіан їде квадрігою слонів»
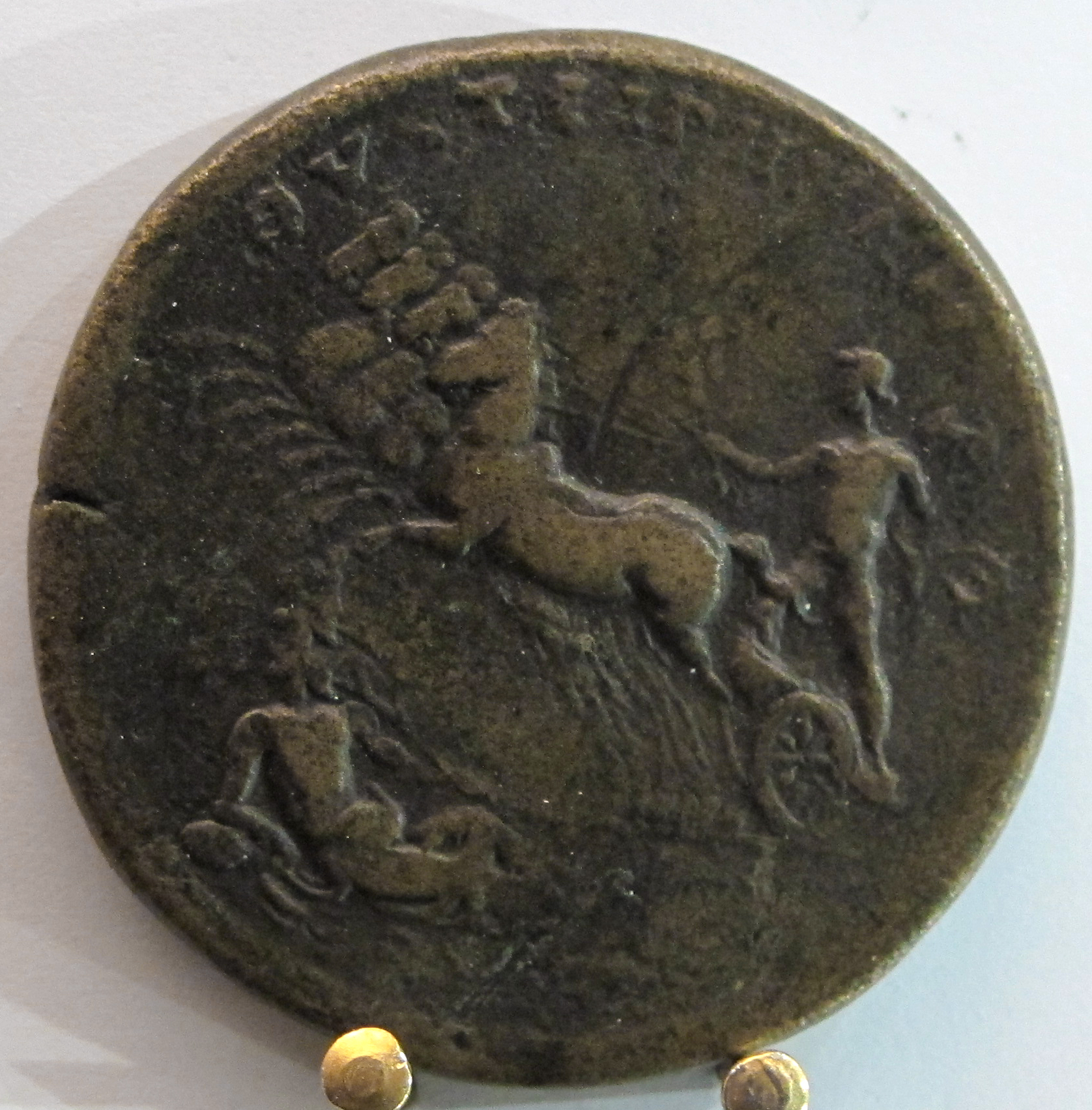
Давньоримський анонім. «Імператор Марк Аврелій править квадрігою », всі — Національний археологічний музей Флоренції, Італія.

### Медальєрне ремесло середньовічної Європи

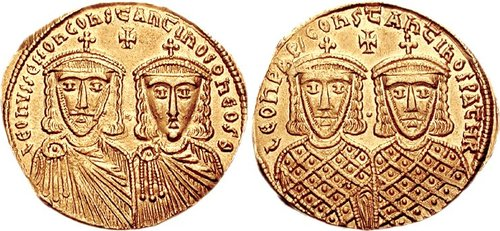
Золотий солід з портретами візантійських імператорів Лева IV та його сина Костянтина. 8 століття н. е.

Криза медальєрного мистецтва почалася ще в Греції на початку 3 року до н. е. Бурхливі роки Давньоримської імперії, її розпад на Західну та Східну, варварські війни, виникнення нових держав не сприяли медальєрному мистецтву. Знахідки монет доби готики лише підтверджують наявність кризи галузі і в нових середньовічних державах. Вироби мають невисокий художній рівень навіть при використанні коштовних металів.

### Монети Київської Русі
Своїх монетних дворів Київська Русь спочатку не мала. Тому найстаріші монети князів Володимира Всятославича, Святополка та Ярослава Мудрого були виготовлені майстрами з Візантії. А на початку XI століття виготовлення монет перервалося. Саме ж мистецтво медальєрики занепало.

### Італійське відродження медальєрного мистецтва
Італія—країна з тисячолітнім розвитком культури різних народів. Саме в Італії не забували майстерність виготовлення скульптур з бронзи і ливарну справу. Знання в цих галузях (при наявності давньоримських зразків медальєрної справи) спонукало відродити призабуте мистецтво.
Для доби італійського Відродження стає характерною універсальна особа майстра, обізнаного в різних галузях. Мікеланджело (1475–1564) успішно займався скульптурою, малював фрески, був здібним інженером та видатним архітектором. Але універсальність почалася не з нього, а з майстрів попередньої доби.

### Подяка майстру Пізанелло

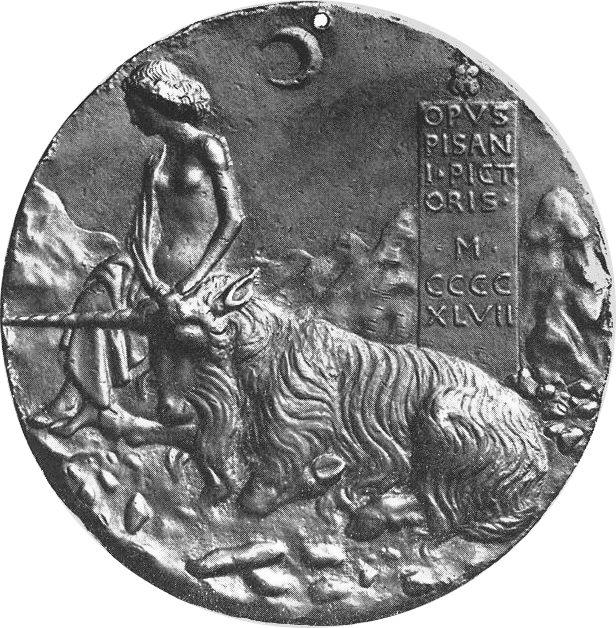
Пізанелло. Медаль на честь Цецилії Гонзага. Зворотний бік — дама з однорогом

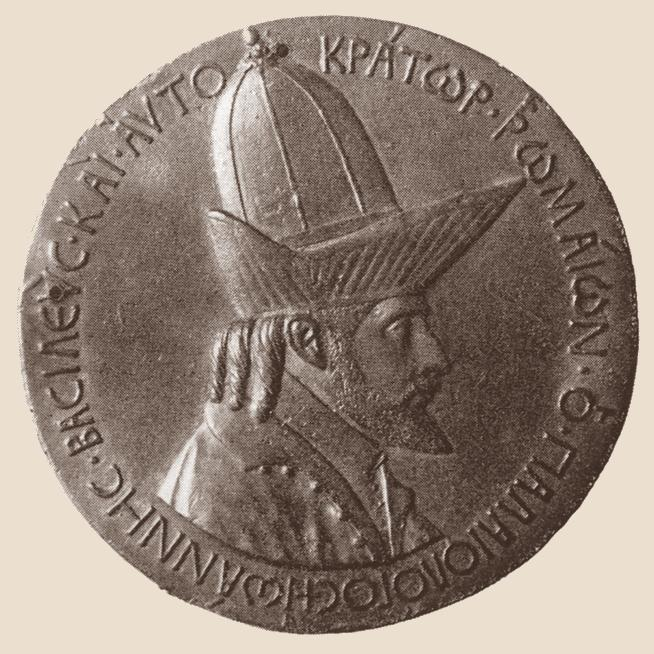
Медаль Пізанелло на честь перебування Иоанна VIII Палеолога у Флоренції

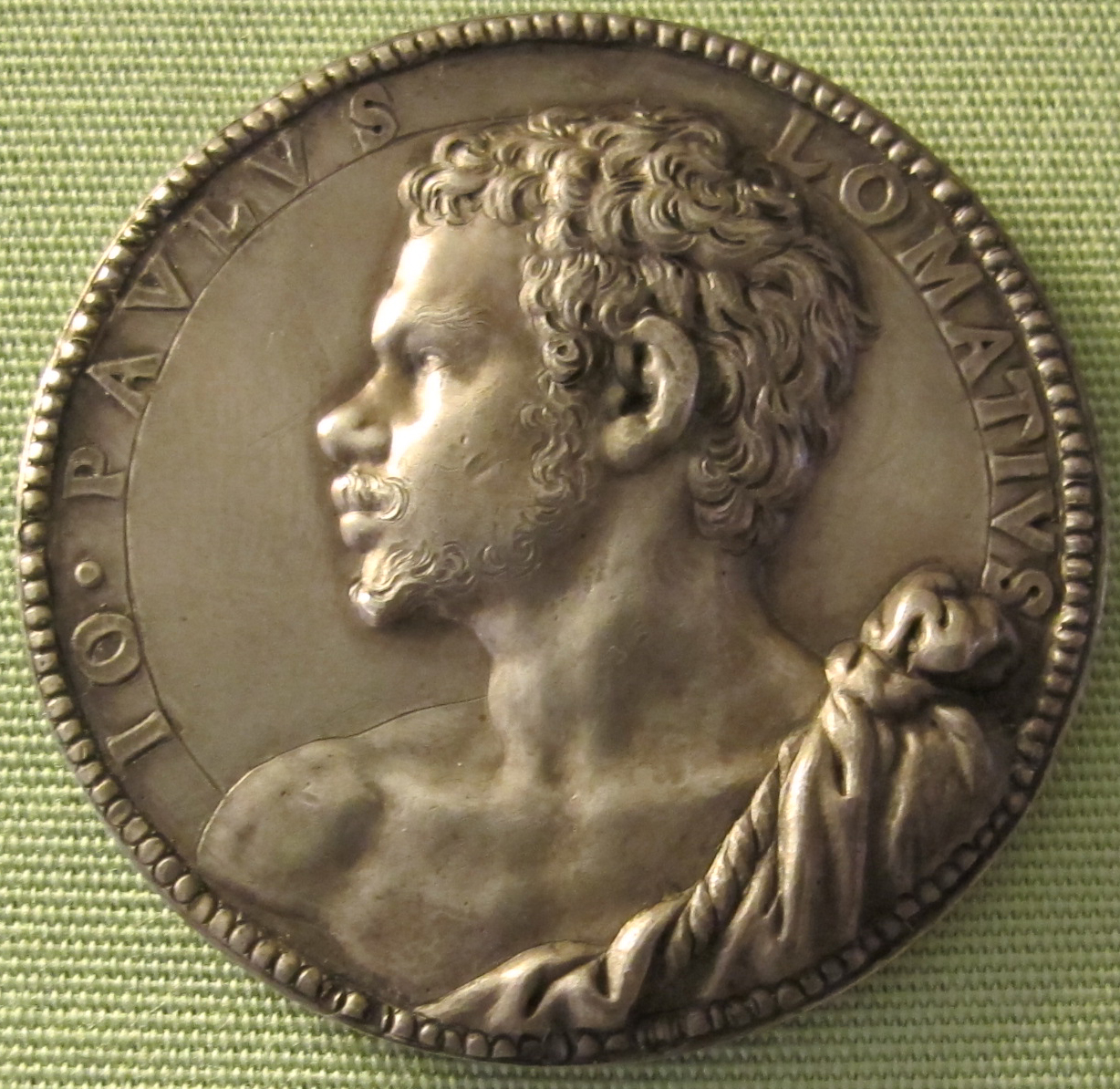
Медальєр Аннібале Фонтана. «Художник Джованні Ломаццо», 1559 р.

Меморіальні медалі не були притаманні античності і Середньовіччю. Для меморіальних цілей використовували монети грошові. Тим не менше в Італії почали виготовляти медалі на ознаку якогось володаря чи значущої події. Збереглися меморіальні монети 1390 року з Падуї, що виготовлені невідомим майстром для герцогів Каррари. Віднайшли і медалі невідомих майстрів 1396 і 1417 років з Венеції.
Але відродження медальєрного мистецтва пов'язують з творами живописця і медальєра Пізанелло (бл.1392–1455). Зустріч у 1437–1438 рр. з імператором Візантії Йоаном VIII Палеологом у Флоренції стала приводом створення медалі на його честь. Робив він медалі й на інші події.
Ознакою великої популярності медальєрики в Італії стало колекціонування монет і медалей. Вони стали предметом купівлі і продажу, речами, що зберігали і пишалися. Меморіальну медаль на честь Козімо Медичі в рельєфному виконанні включив у портрет юнака і уславлений Сандро Боттічеллі (бл. 1475 Флоренція, Уффіці.)
Серед уславлених майстрів медальєрики XVI століття скульптори Леоне Леоні і Бенвенуто Челліні.
Були медалі двосторонні і односторонні. Майстер з Кремони Андреа Камбі (Бомбарда) виливав односторонні медалі. Відсутність рельєфу на зворотній стороні компенсувалася витонченістю та ювелірною працею на єдиній стороні.
Як і всі різновиди мистецтв, медалі всмоктали стилістику доби. Ранні портрети на медалях майже повторюють портрети олійними фарбами італійських примітивів початкової доби відродження. Творам XVI століття притаманні риси маньєризму, що панував тоді.
Відродження медальєрного мистецтва з Італії швидко поширилося країнами Західної Європи. В Італії високий рівень медальєрики протримався 150–180 років. На початку 17 століття мистецтво втрачає віртуозність, прийшли нові теми і використання нових декоративних форм. 

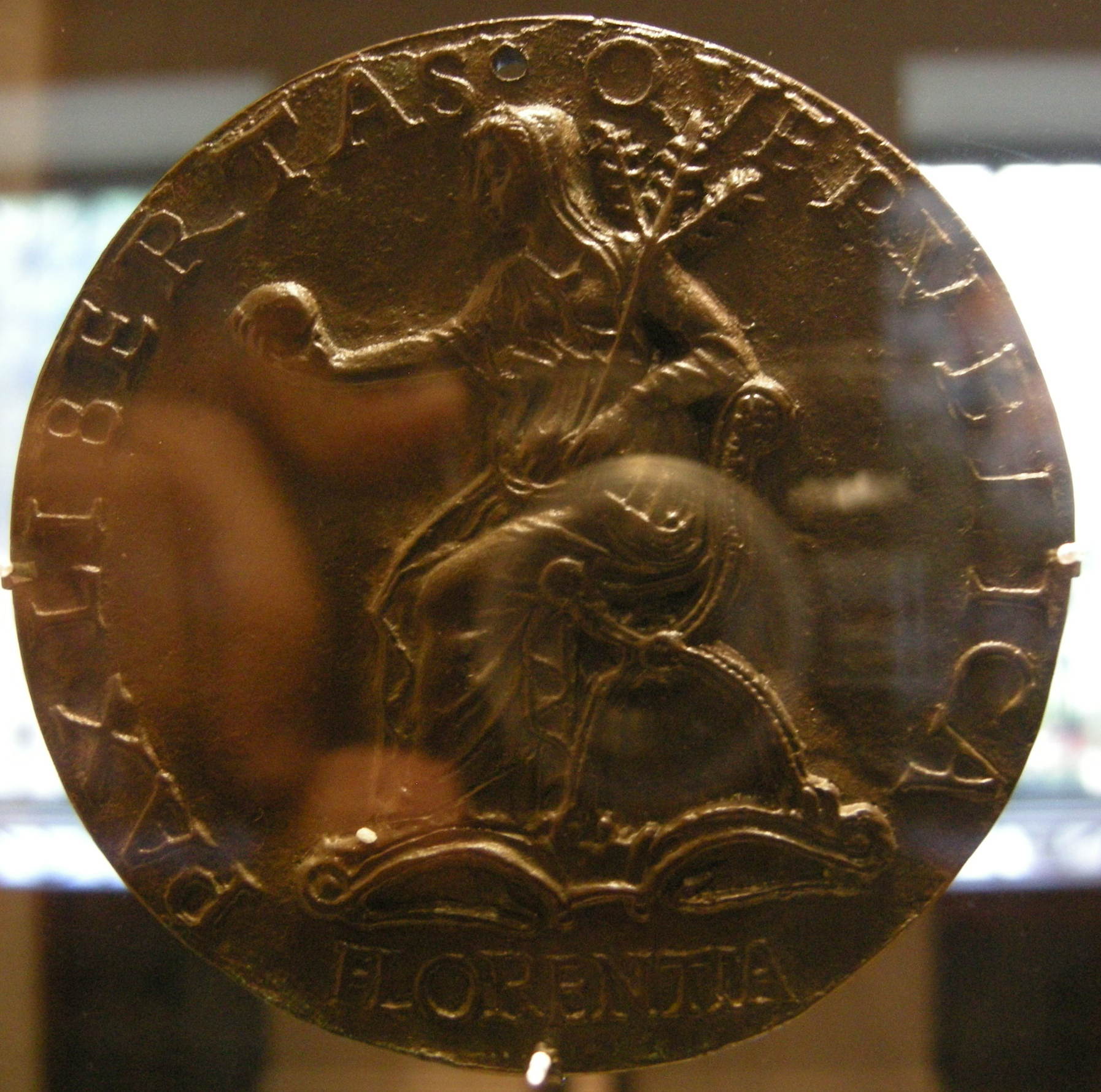
Невідомий з Флоренції, медаль Козімо Медичі-покровитель (алегорія мудрого правління, до 1469 р.)
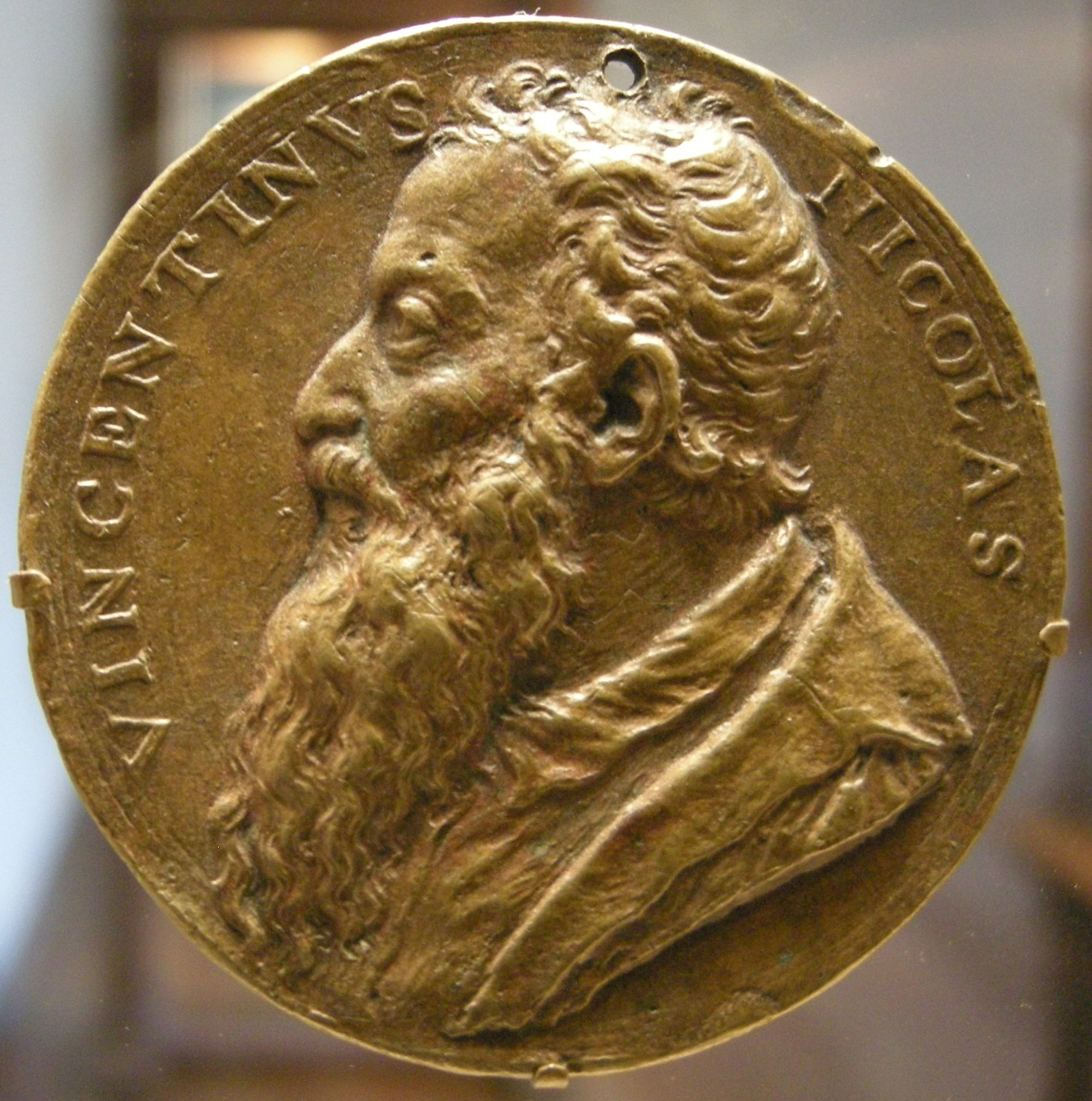
Алессандро Вітторія, п-т Ніколо Вічентіно, 1555
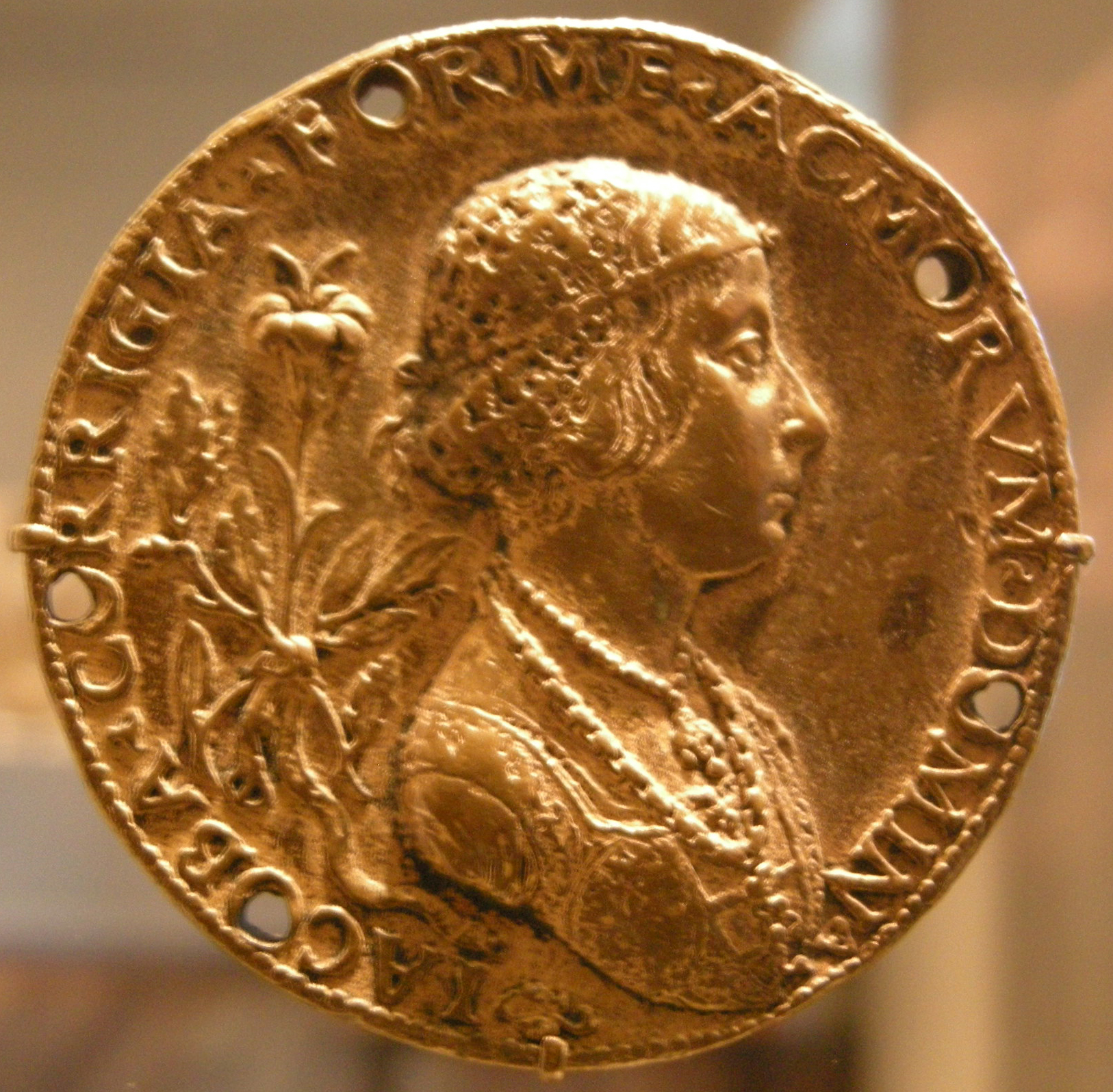
Невідомий з Мантуї, Якоба Корреджа, бл. 1500 р
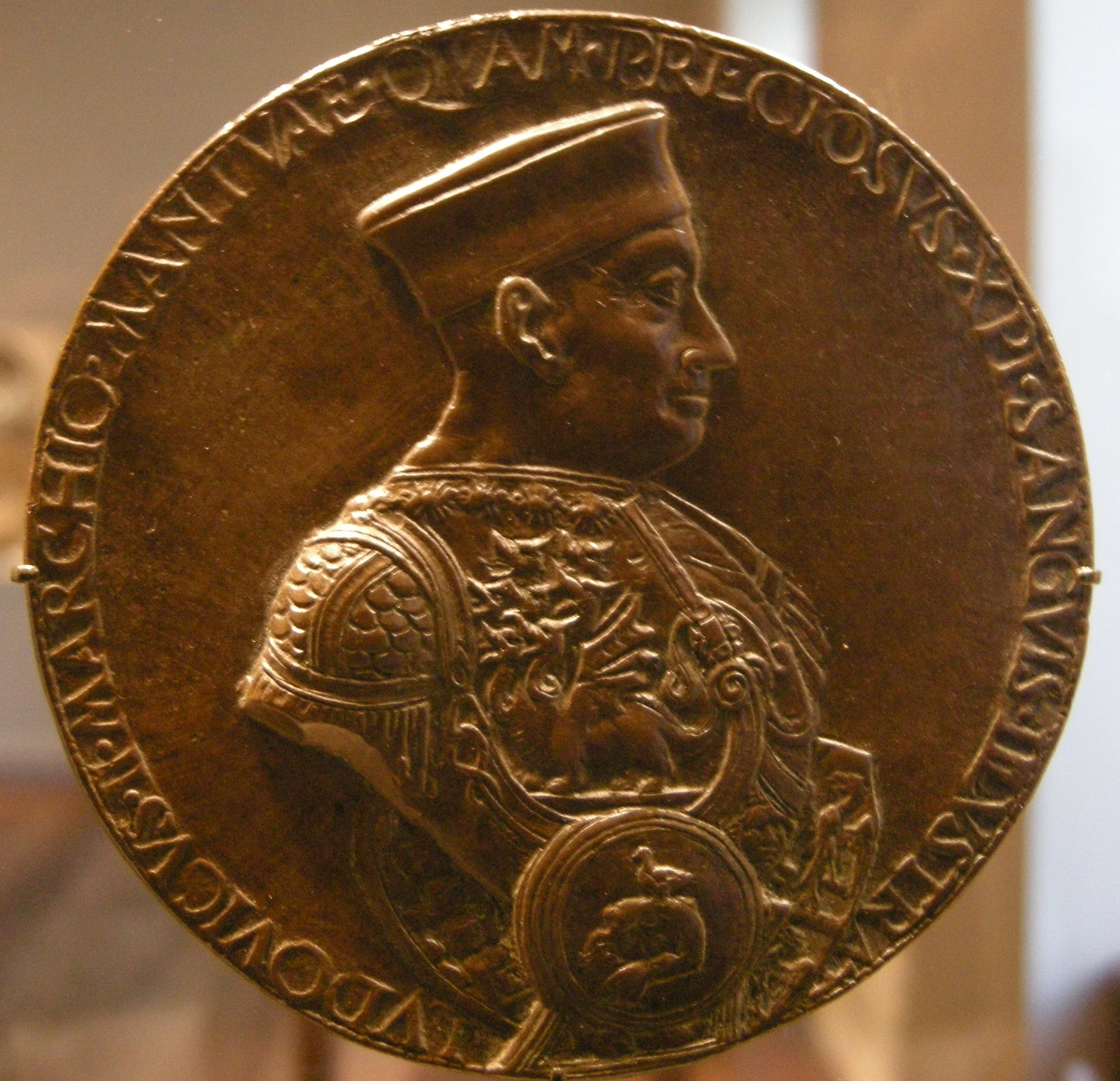
Бартоломео Мельйолі, герцог Лодовіко II Гонзага, 1475

### Медальєри Франції та Німеччини XVI ст.

Медаль «Шлях на Голгофу», Німеччина (?), 1420 р. золото Музей Вікторії й Альберта, Лондон.

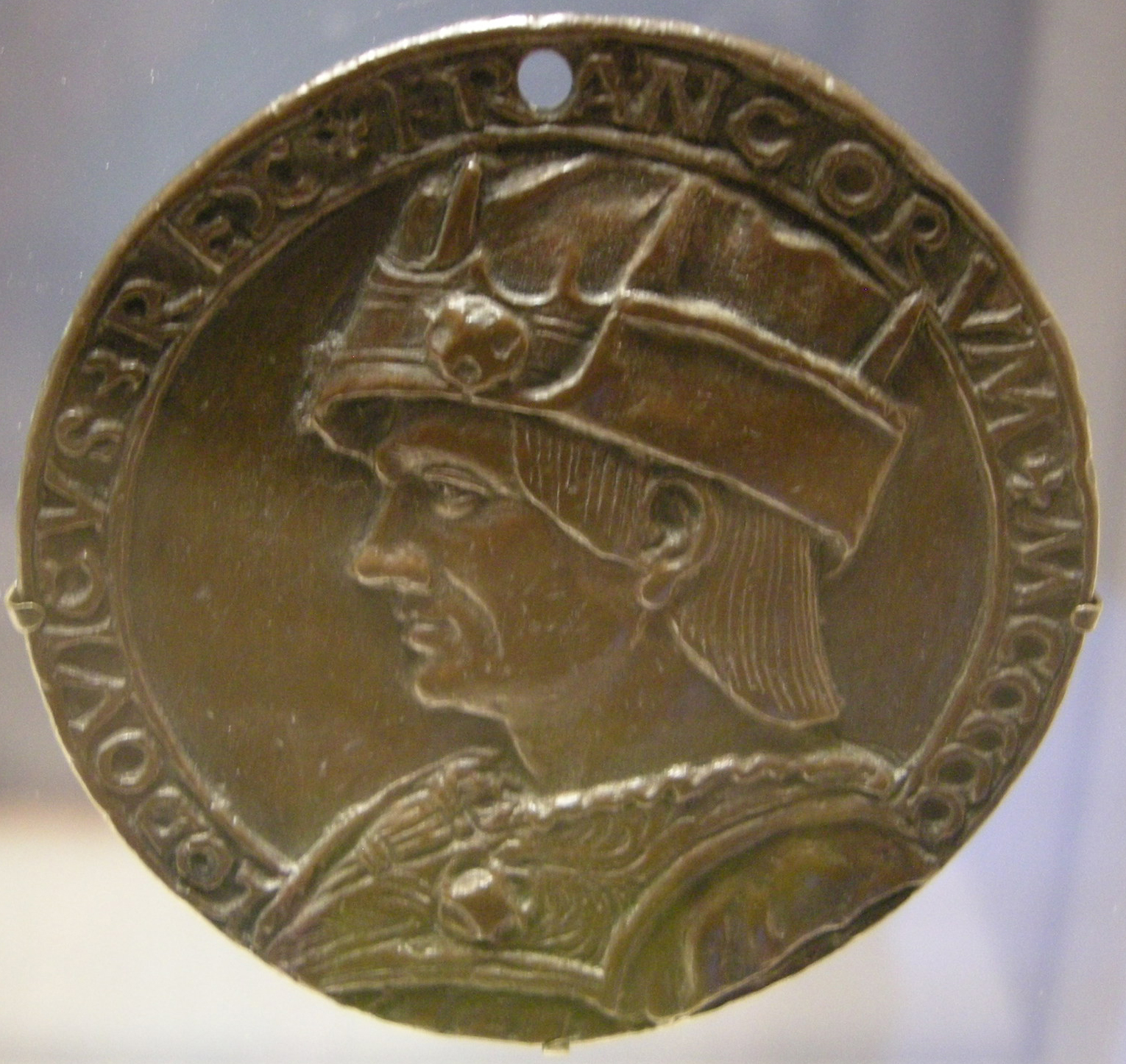
Невідомий, Франція, король Луї XII, бл. 1500 р.

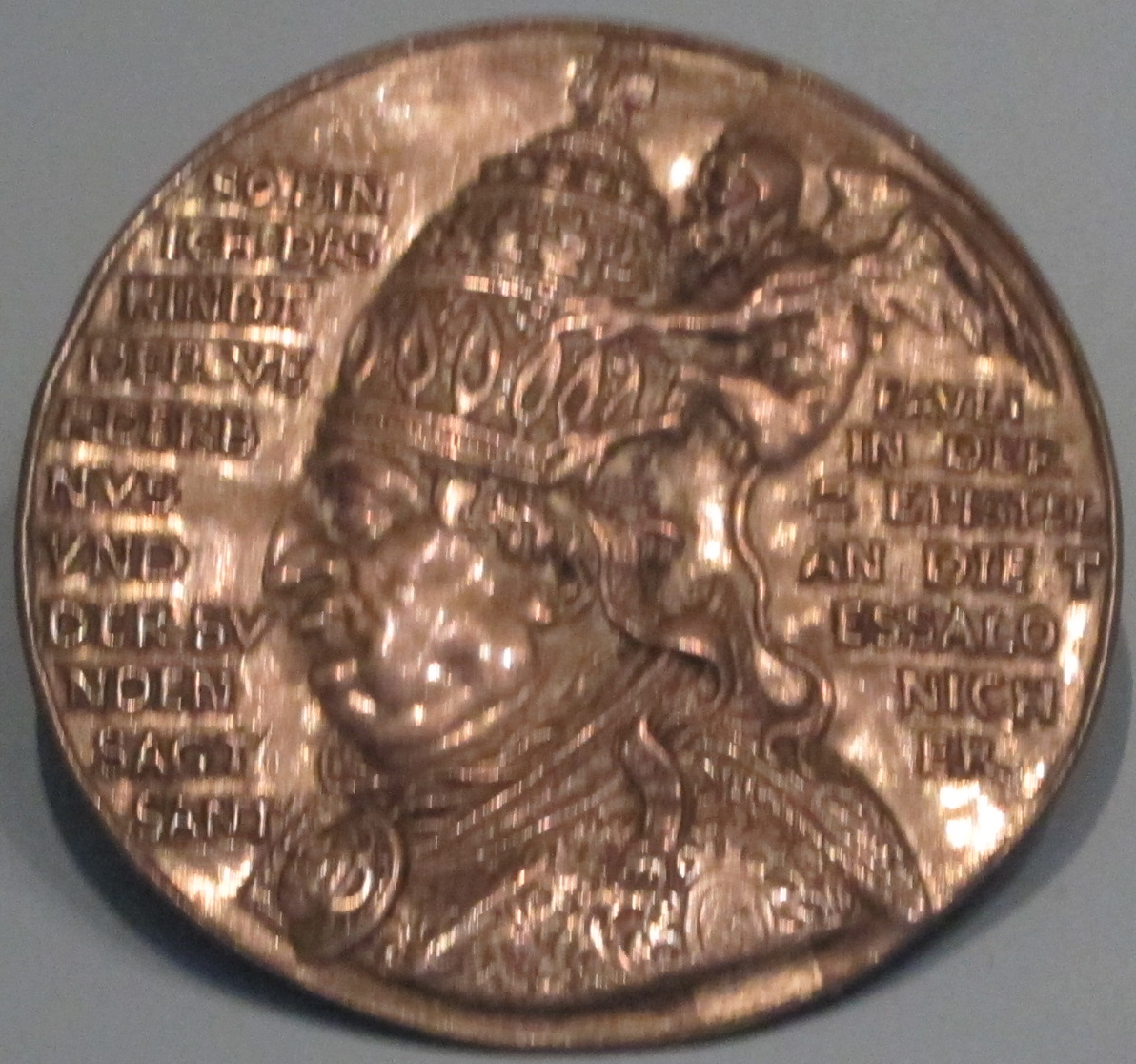
Дизайн — Петер Фльотнер. Сатирична медаль «Папа римський із дияволом на тіарі», середина 16 ст.

Медальєрне мистецтво Франції розквітло у XVI столітті і протрималося до кінця XVII. Найвідомішими майстрами Франції були Варен та Гійом Дюпре (бл.1576–1647). Дюпре був головним медальєром Паризького монетного двору. Він створив золоту медаль на честь короля Генріха IV, Марії Медичі та майбутнього короля Луї XIII. (Ермітаж, Петербург).
Серед найкращих майстрів-медальєрів в Німеччині були Альбрехт Дюрер, Петер Фльотнер, Генріх Рейц, Фрідріх Хагенауер. Останній здивував відтворенням в медалях своїх близьких та родичів, тоді як зазвичай медалі створювали на честь вельмож і світських чи церковних князів.
Збереглася унікальна модель для майбутньої медалі в металі, виготовлена з дерева. Вона створена на честь мешканця Нюрнберга Єроніма Вааля,1543 р. (Ермітаж, Петербург). На першій стороні — портрет Вааля, на звороті — алегорія на тему «пам'ятай про смерть» з черепом і Амуром, що заснув.
Німецькі майстри широко використовували релігійні сюжети. Особливу сторінку посіли медалі на політичні теми і медалі-карикатури. В добу Реформації в Німеччині виготовляли сатиричні медалі і медалі-перевертні. На одній стороні медалі був портрет папи римського. Було досить перевернути його догори дригом — і портрет папи римського являв диявола. Популярність таких медалей була шалена.
Принцип перевертня добре знав Джузеппе Арчімбольдо і використав його в своїх творах («Огородник» та «Кухар»).
Помітним явищем німецького медальєрного мистецтва середини 16 століття були твори гравера, скульптора і медальєра Йоахима Дешлера (1500–1571).

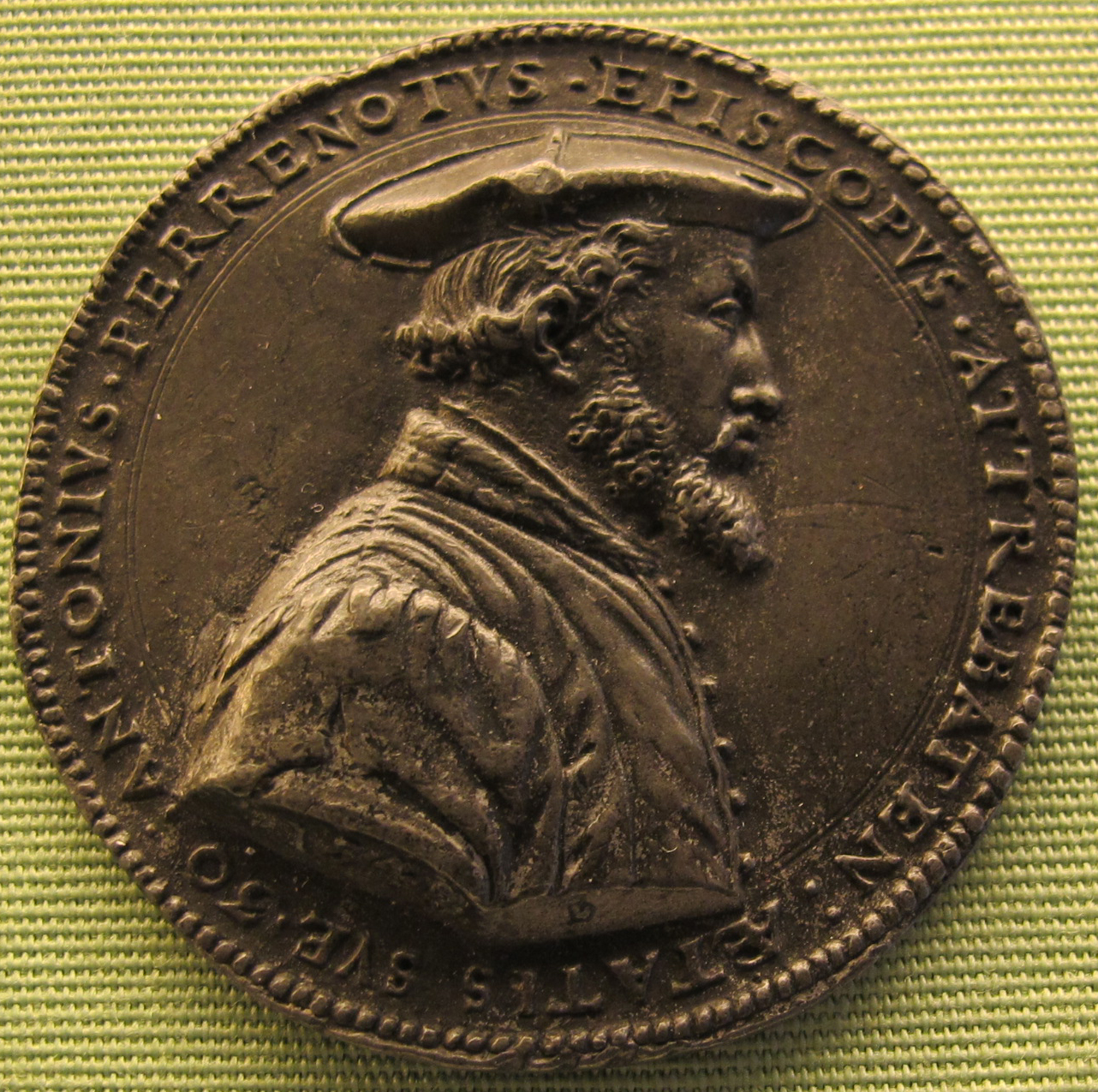
Медаль на честь кардинала Гранвелли, 1548 р.
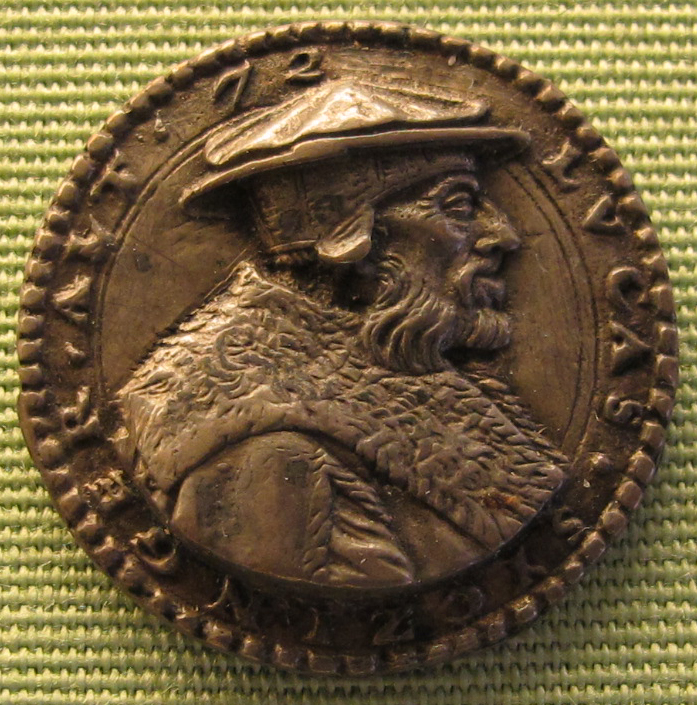
Медаль на честь Луки Сіцінгера старшого, 1554 р.
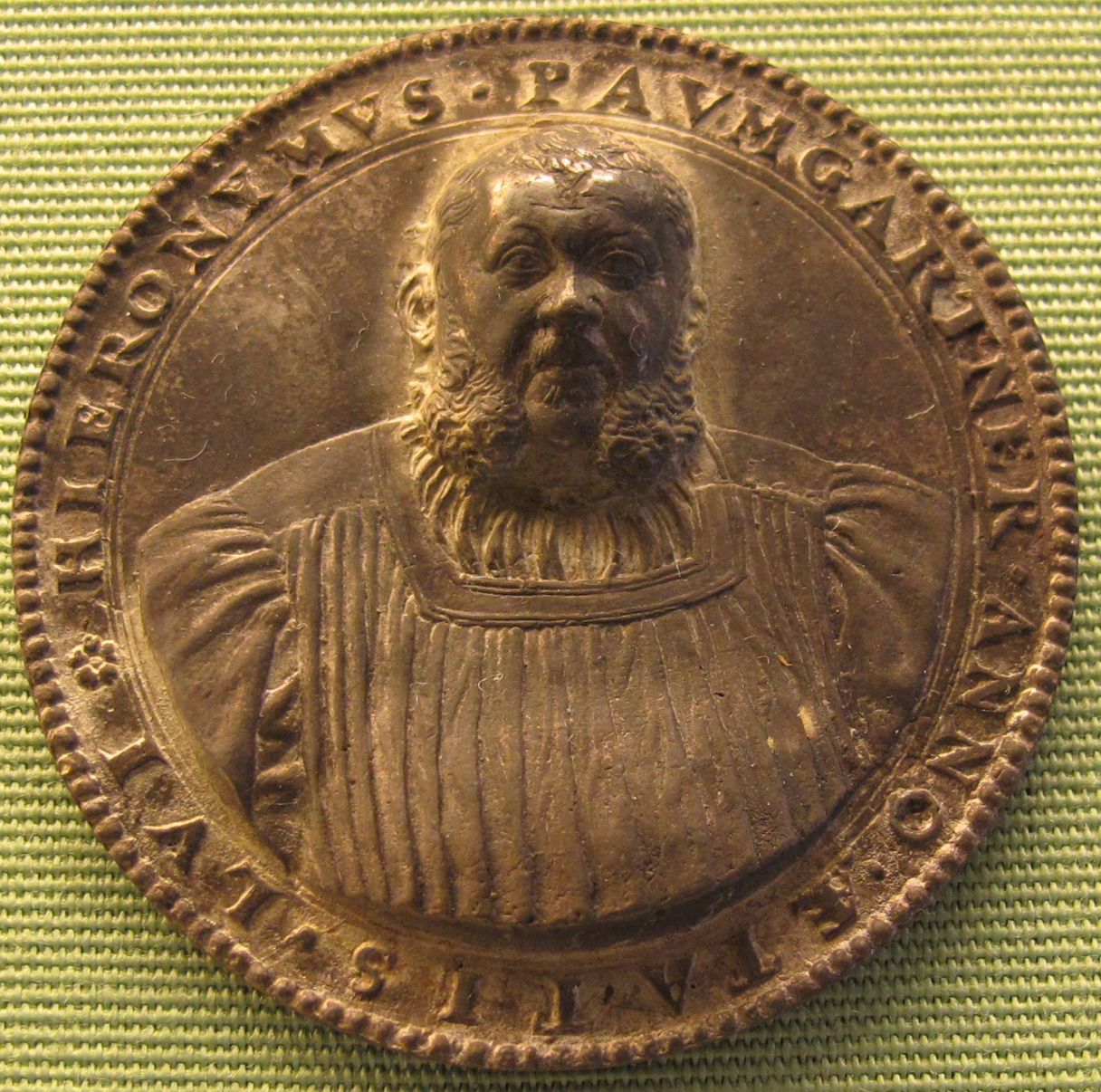
Медальєр Йоахим Дешлер. Медаль на честь Єроніма Паумгартнера, 1553 р.
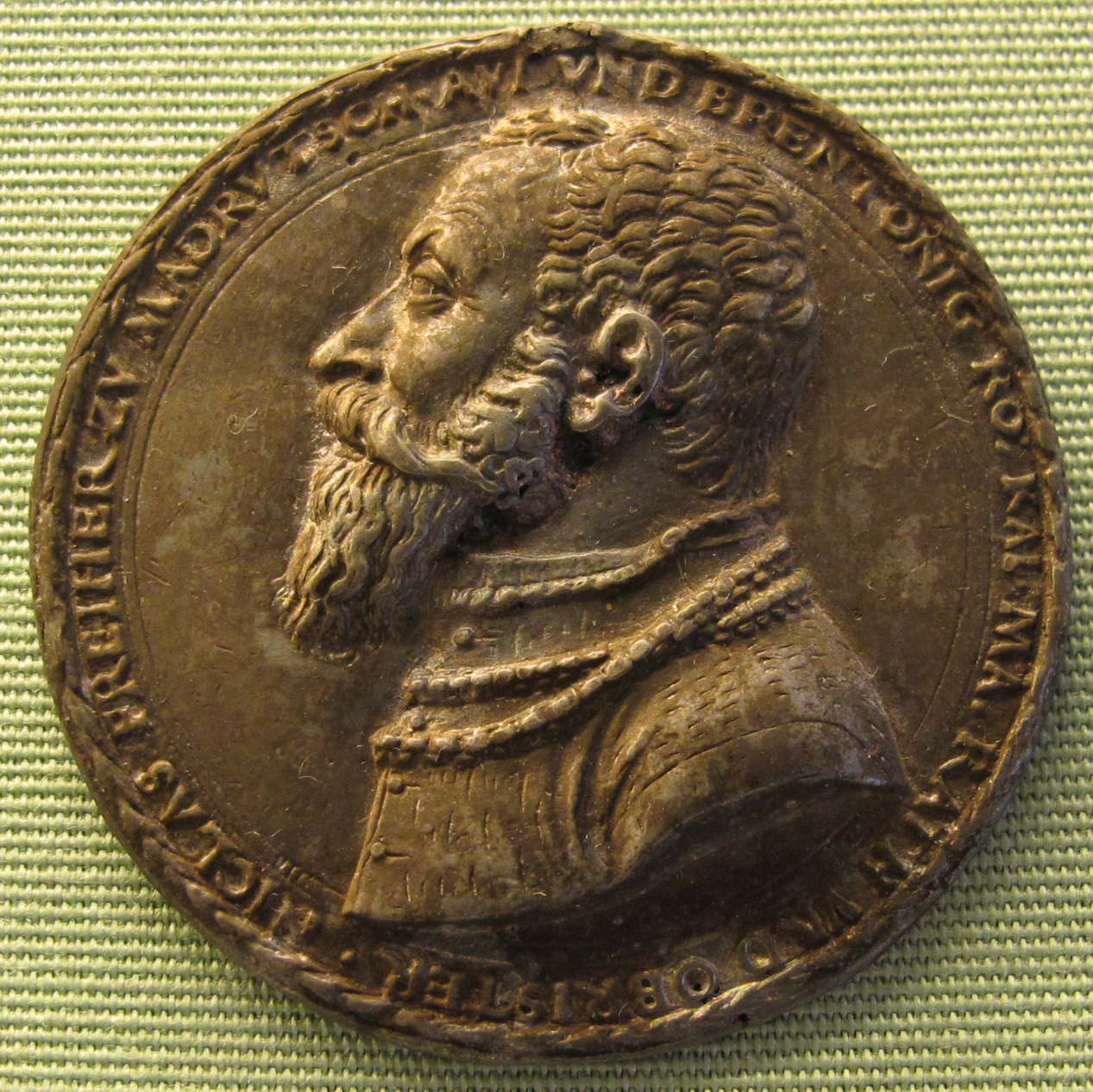
Медаль на честь Нікколо Мадруццо, 1550 р.
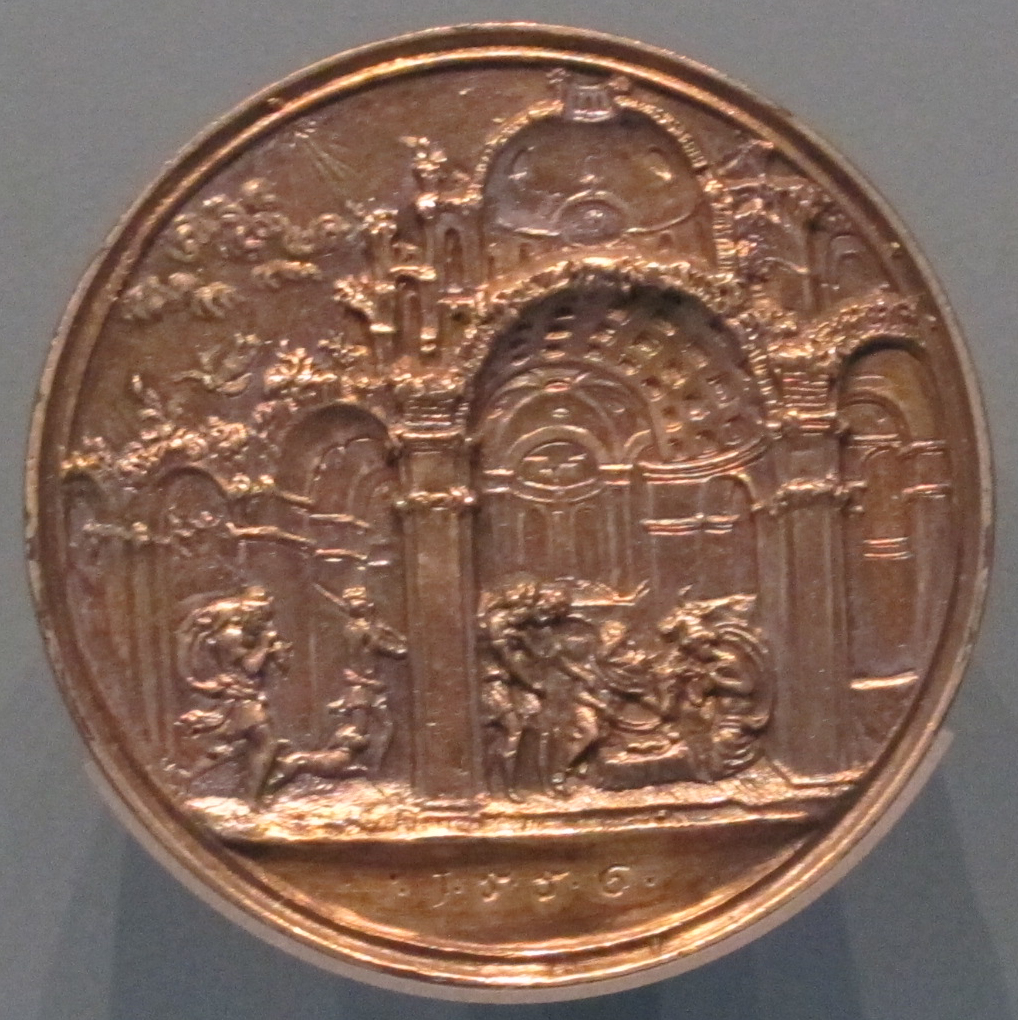
Венцель Ямнітцер. Медаль «Поклоніння пастухів немовляті Христу», 1556 р.

## Медалі в добу Реформації і Контрреформації

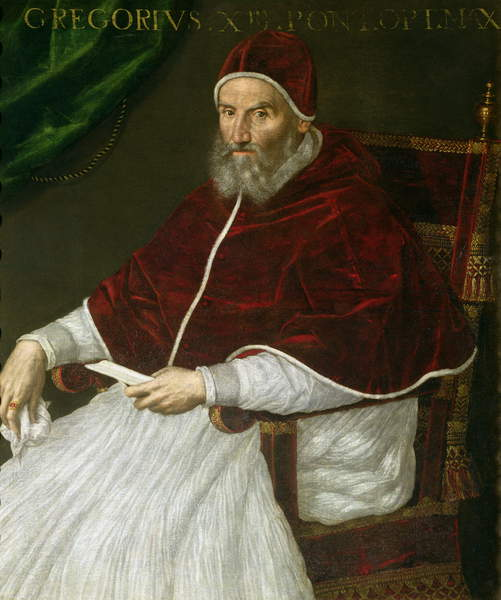
Папа римський Григорій XIII.

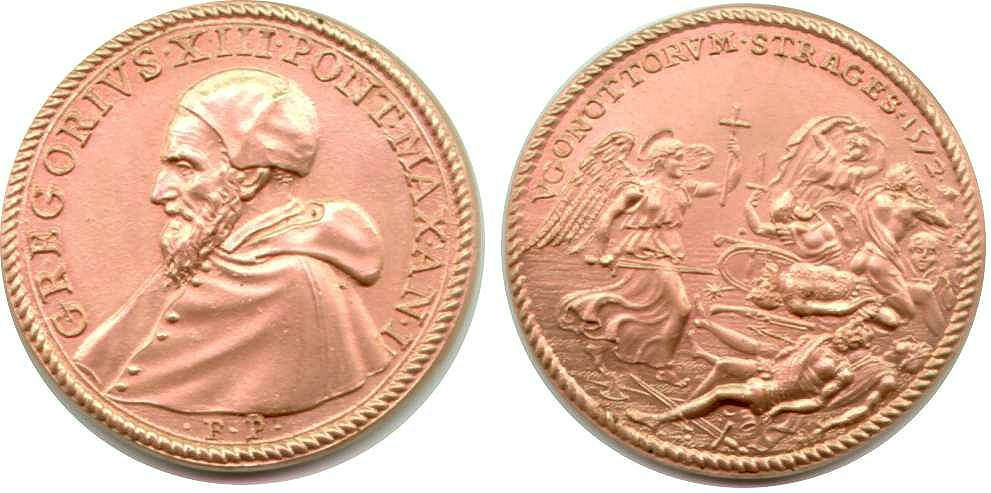
Папа і медаль

Шістнадцяте століття — час появи в релігійному і політичному житті Західної Європи протестантизму. Європейська релігійна спільнота розкололася на два табори — католицизм і протестантизм. Успіхи протестантизму були настільки значними, що породили релігійну війну на повне знищення протестантизму з боку католиків, відоме як Реформація та Контрреформація. В країнах, охоплених протестантизмом, покотилася хвиля спалень людей, іконоборства, далі — масових убивств протестантів католиками. Серед найбільш ганебних і гучних — убивство французьких протестантів (гугенотів) Варфоломіївська ніч у Парижі 1572 року та убивство 10.000 протестантів-мешканців Антверпена вояками-католиками Іспанії. Але войовничий спротив Риму не завадив повністю відійти від католицизму — Британії, Швеції, Голландії, Швейцарії, відійшла від католицизму і низка німецьких князівств.
Папський Рим святкував кожну дрібну перемогу над протестантами. Залученими до цього були і майстри-медальєри. Папа римський Григорій XIII наказав викарбувати медаль на честь убивства трьох тисяч протестантів Парижа у Варфоломіївську ніч. Так медальєрне мистецтво було залучене до релігійного і політичного життя XVI століття та до історичного жанру.

### Медалі XVII століття

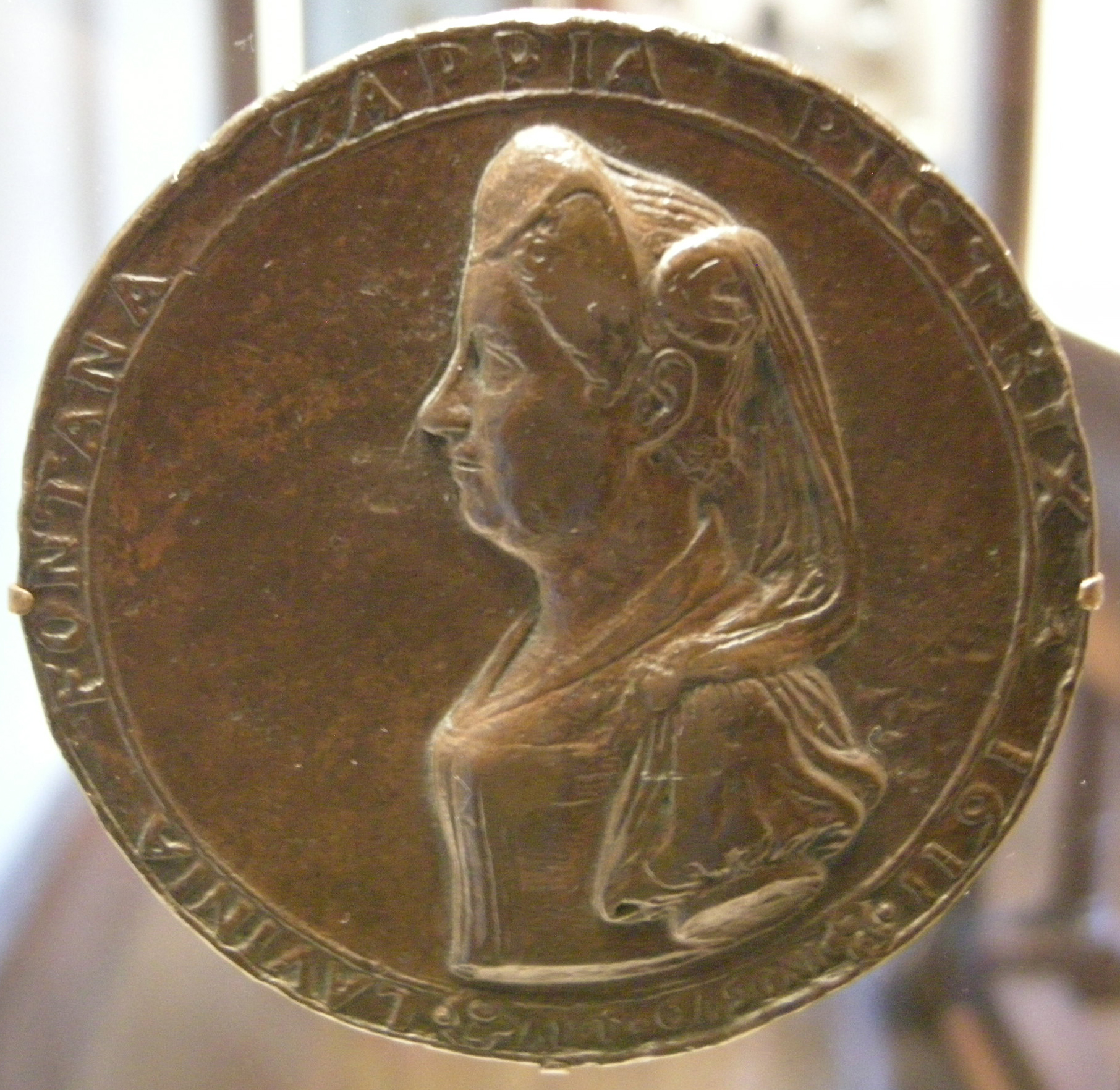
Феліче Антоніо Казоні, п-т Лавінії Фонтана, 1611 р. Національна галерея мистецтв, Вашингтон.

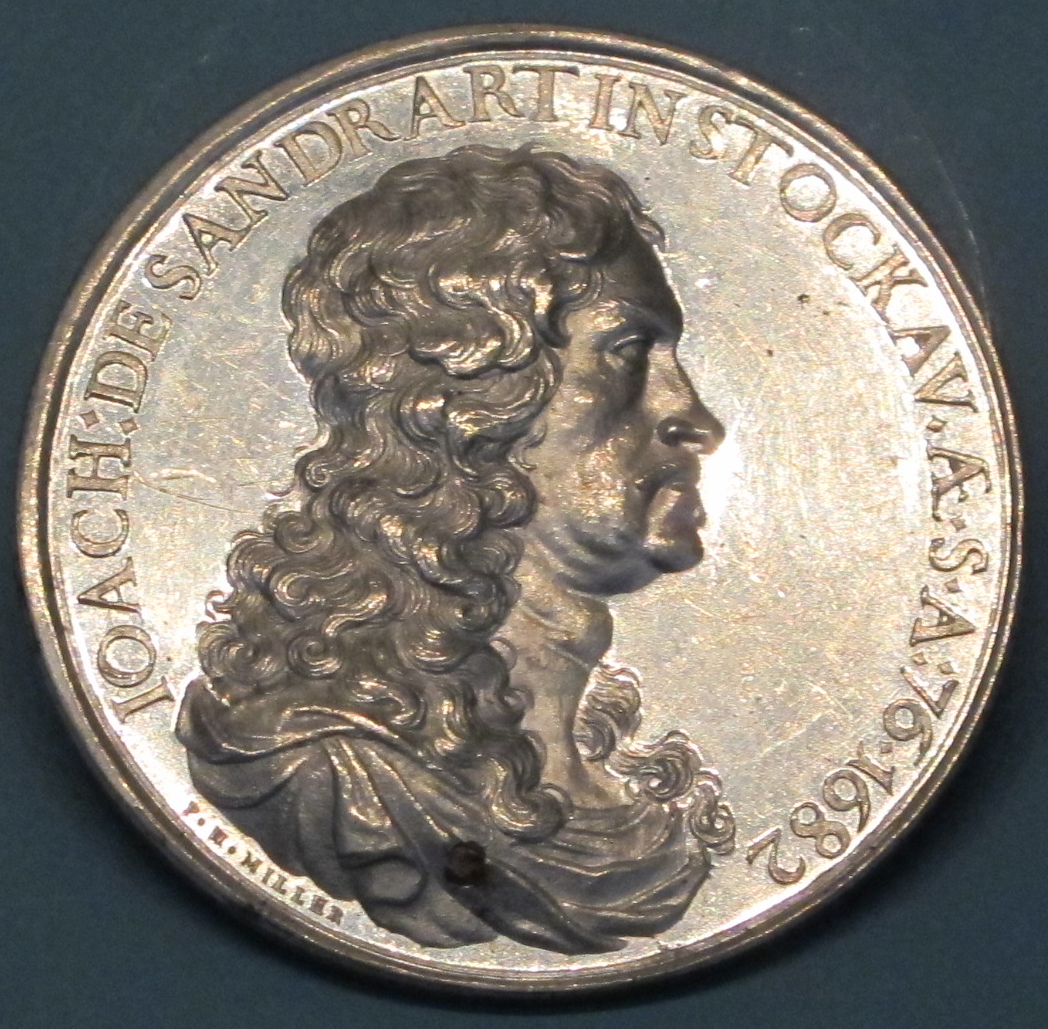
Медальєр Філіп Генріх Мюллер. Медаль на честь Йоахима Зандрарта. 1682 рік

Доба бароко дала більше колекціонерів медалей, ніж видатних майстрів в цій галузі. Велике поширення мали кабінети-особисті меблі, де зберігали коштовності, листи, приладдя для письма, монети і медалі. Пізніше кабінетами почали називати і зали, де ставили ці меблі.
Вироблення медалей не припинилося. А на обрії медальєрного мистецтва виникли нові держави. Відомо, що Лжедмитро Перший після заходу в Москву дав наказ у 1605 р. виробити декілька медалей. Вони зберіглися. Вважають, що їх виробили штемпелями майстрів Польщі з Кракова чи Сандомиру.
Після баталії під Нюрнбергом у 1632 р. король Швеції Густав-Адольф Васа наказав виробити особливі медалі для військових, які носили на золотих ланцюжках. Вони попередники нагород нового часу.
У Москві 1682 р. царівна Софія нагородила медаллю генерала А.Шепелєва за перемогу над бунтівними стрільцями.

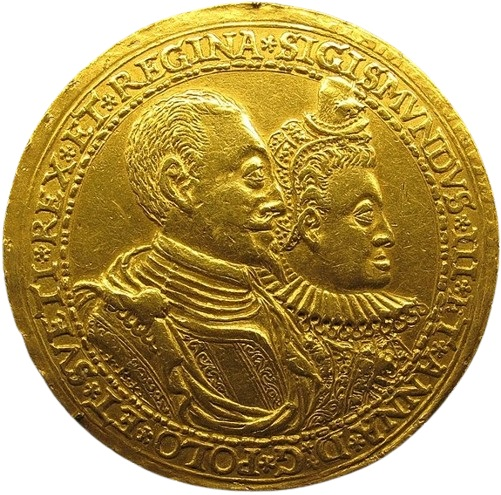
Польський король Сигізмунд III Ваза і дружина Анна Австрійська, 1598 р.
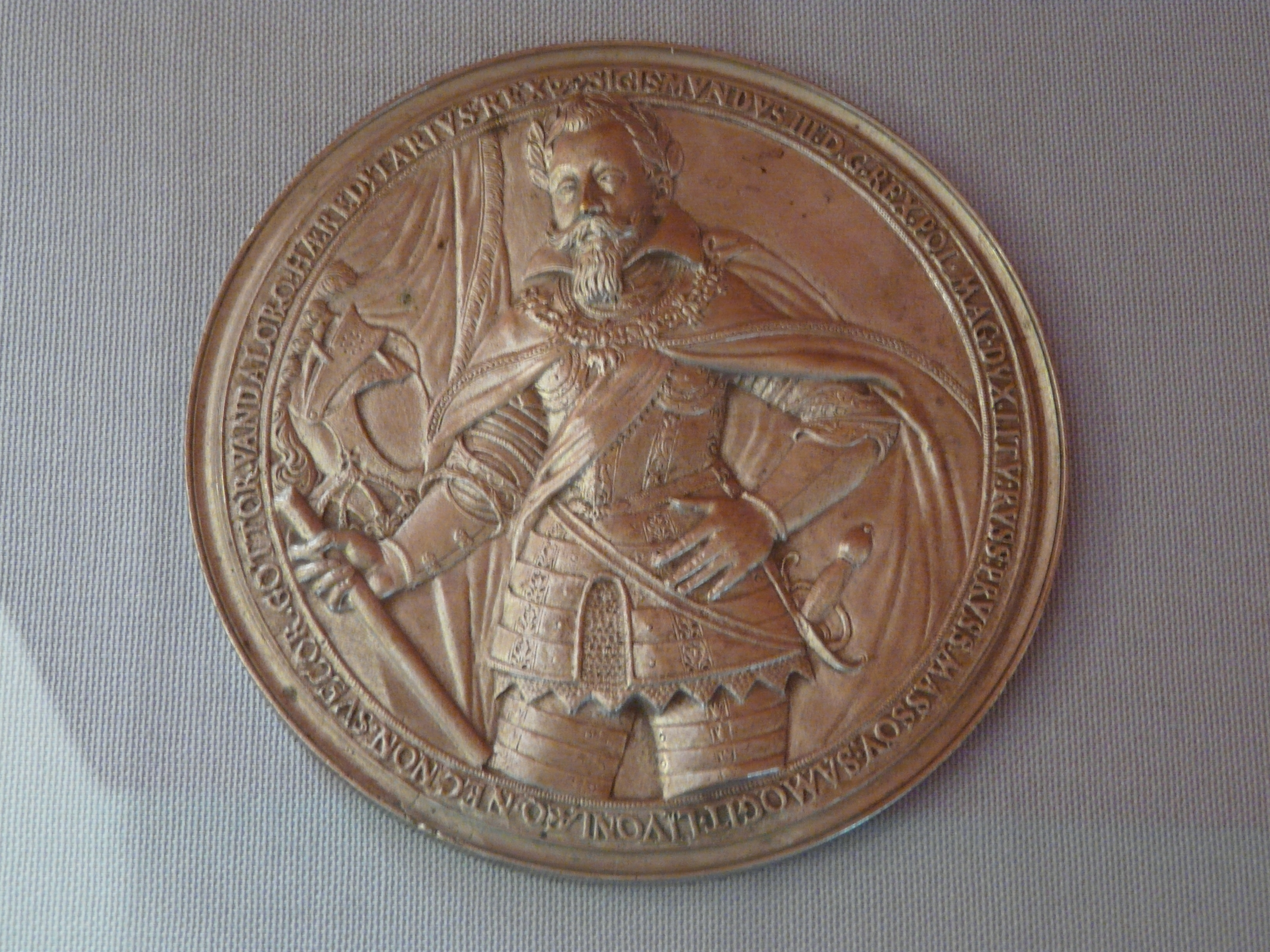
Польський король Сигізмунд III Ваза, 1611 р, Національний музей (Познань).
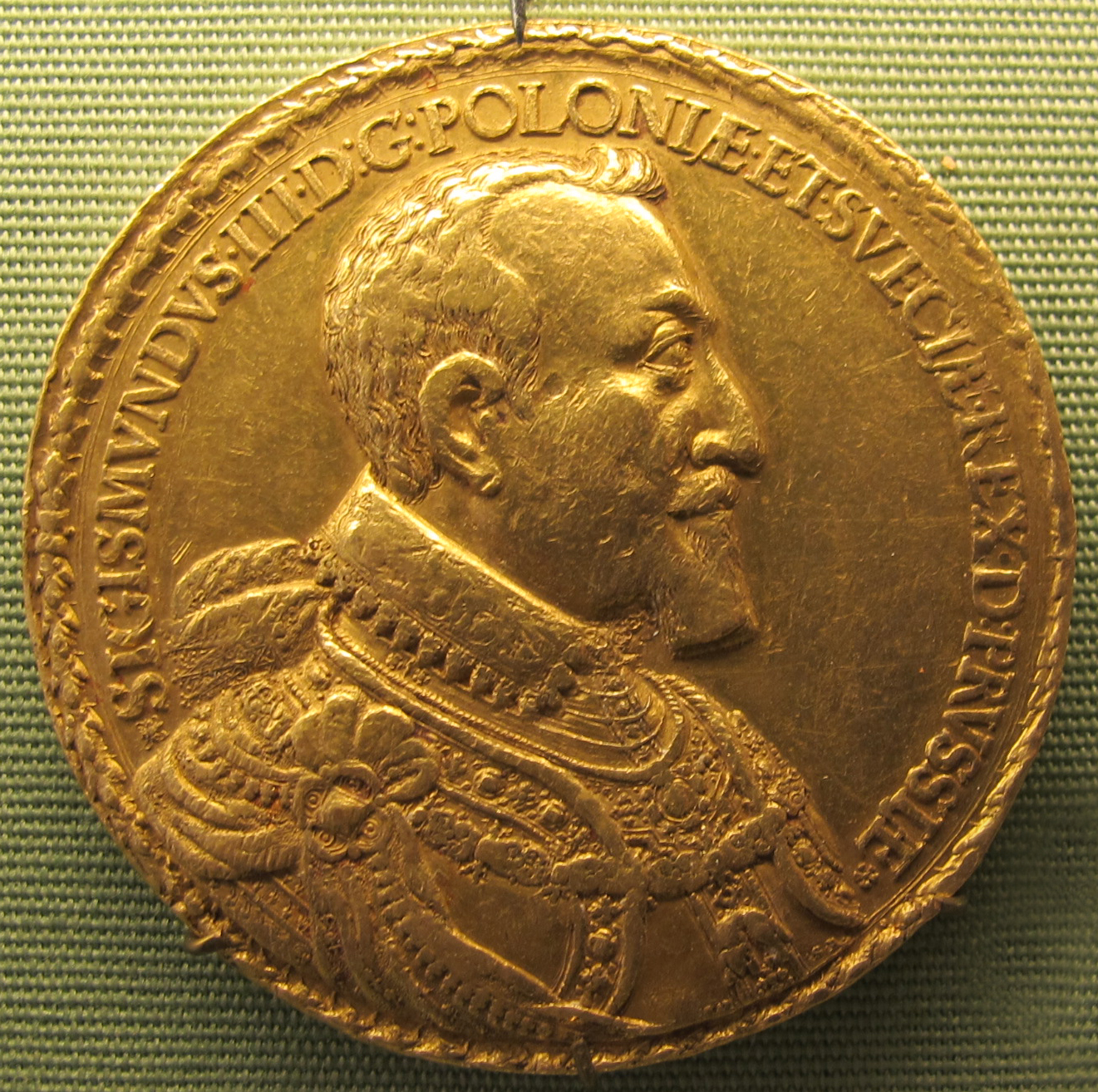
Медальєр Самуель Аммон, Сигізмунд III Ваза, 1619 р.
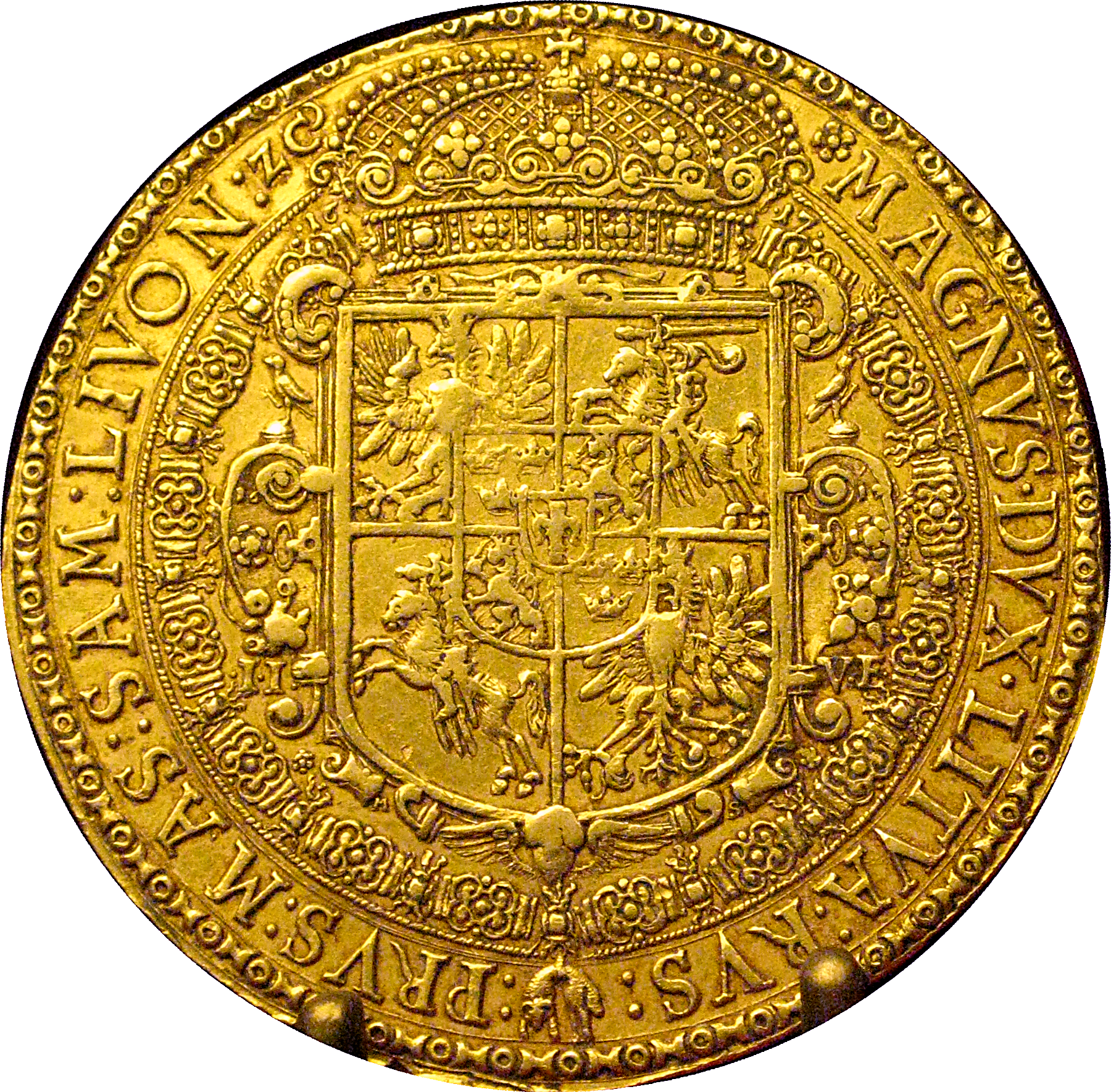
П'ятнадцять дукатів часів Сигізмунда III Вази, 1617 р., герб Речі Посполитої

### Австрійський талєр і долар, XVIII століття.

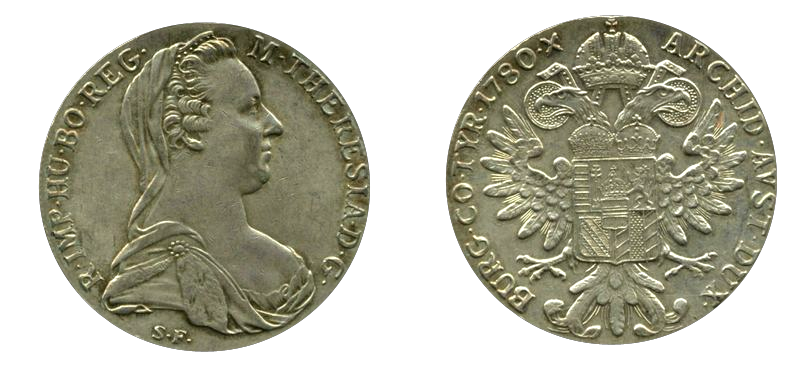
Талєр Марії Терези. Лондонське карбування (Hafner 63).

Срібну вагову монету Австрії-талер імператриці Марії Терези-використовували в міжнародній торгівлі XVIII ст. Це почалося ще з 1741 року, як монета вийшла в обіг.
З 1780 р. на монеті почали карбувати й рік. Її карбували на монетних дворах Бірмінгема, Брюсселя, Бомбея, Лондона, Парижа, Риму, Утрехту, а також в Мілані, Празі, Галле, Гюнцбурзі, Карлсбурзі. 1946 року Віденський монетний двір скасував усі права на виготовлення монет іншими державами.
Срібний талер імператриці Марії Терези, що правила в Австрії, Богемії та Угорщині (1740–1780 рр.), мав обіг і в щойно створених Сполучених Штатах. Талер мав обіг разом з іспанським доларом, що й вплинуло на появу долару США.

### Медалі ганьби
Медалі ганьби (англ. Medals of Dishonour) — вузька галузь медальєного мистецтва, котре не схвалює, а, навпаки, ганьбить суспільні погляди відомих осіб, їх політичні поразки і діяння, ганьбить саму пам'ять про них. До створення протестних медалей в XVI ст. були причетні як прибічники католицизму, так і протестантизму, адже останні виборювали одну перемогу за іншою, як і право на власне ставлення до віросповідування попри диктат римських пап. Широку популярність мали медалі-перевертні з зображенням папи римського, що ставав дияволом при перевертанні медалі. Медальєр Герард ван Бейлер виконав медаль на спогад про знищення буревієм іспанської Неподоланої армади в 1588 році, але присвятив її не переможцям, а програвшим. Відомий і твір якогось голландського медальєра, котрий ганьбив політику короля Людовика XIV в Алжирі.
В XVII ст. традиція ганьбити пам'ять політичного противника продовжилась і відбилась в створенні ганебних медалей диявол-Кромвель та божевільний Ферфакс. На початку XVIII ст. до створення медалей, що ганьбили неподоланого, вже мертвого політичного противника, залучився російський цар Петро І. Він наказав створити ганебну медаль про Івана Мазепу, котрий розірвав політичний союз із царем на користь нового політичного союзу з королем Швеції Карлом XII. Ця медаль була відбитком егоїстичних уподобань Петра, котрий не розумів, що правим у своїх діях може бути і політичний противник.
Політичні події в XIX ст. теж викликали створення ганебних медалей. Англієць Томас Холлідей засуджував в медалі 1842 року британський уряд, котрий повернув подушний податок. А невідомий медальєр у Франції 1850 р. виконав ганебну медаль на державну спробу відродити бонапартизм.
Нова хвиля створення медалей ганьби відбулася в XX ст., в роки більшої свободи медальєрів від диктату замовників та через шалено стрімку і бурхливу зміну політичних подій. Засудженню війни як засобу вирішення політичних проблем всупереч перемовам і гуманізму присвятили власні твори медальєри різних країн, серед яких Людвиг Гіз, Карл Гьотц, медальєр зі США Девід Сміт та інші. Відбулося і декілька виставок суто медалей ганьби.

### Медальєрне мистецтво XIX ст. в Європі

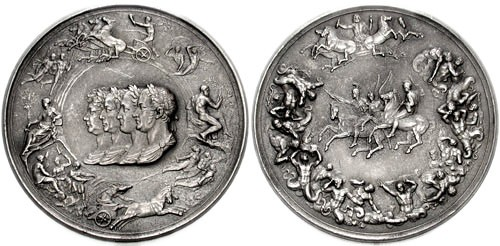
Бенедетто Піструччі, «Медаль на честь перемоги під Ватерлоо», 1815 рік

Медальєрне мистецтво в XVIII ст. зазнало спаду. Найталановитіших майстрів перетягли до себе архітектура, живопис, скульптура, література.
Медальєрне мистецтво набрало міці лише в XIX ст. Багато корисного для медальєрної справи зробив француз Шаплен.
Естафету медальєрного мистецтва підхопили його учні-Ротю, Шапі, Дюбуа, Верно, Ботте. Трохи осторонь від учнів Шапелєна стоїть творчість Огюста Каена (1822–1894), скульптора-анімаліста, учня уславленого Франсуа Рюда .
Серед інших медалями займались Філіппе Сперанца та Франческо Б'янкі в Італії, в Британії — Джон Пінч, Бенедетто Піструччі, Р.Отто — в Німеччині.

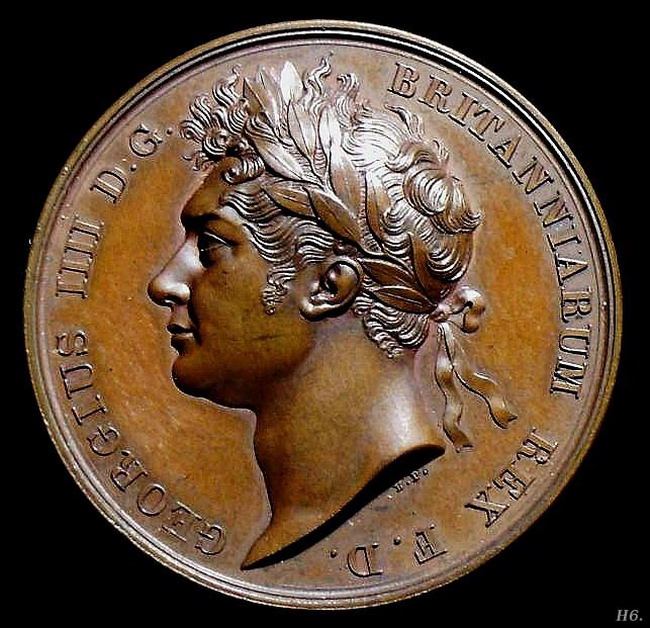
Бенедетто Піструччі. Коронаційна медаль короля Георга IV, Велика Британія, 1821 р.
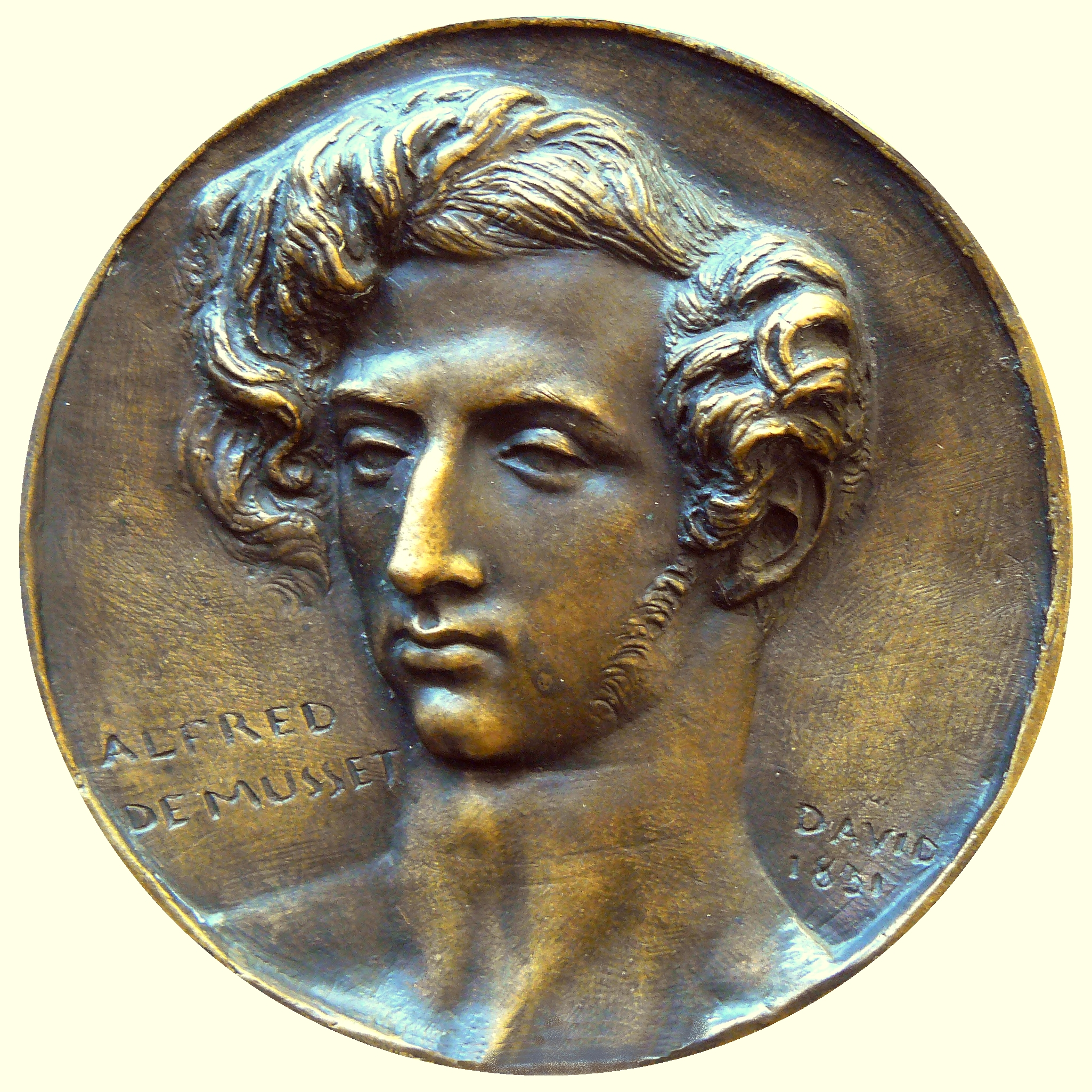
Медальєр Давид д'Анже, літератор Альфред Мюссе, 1831 р.
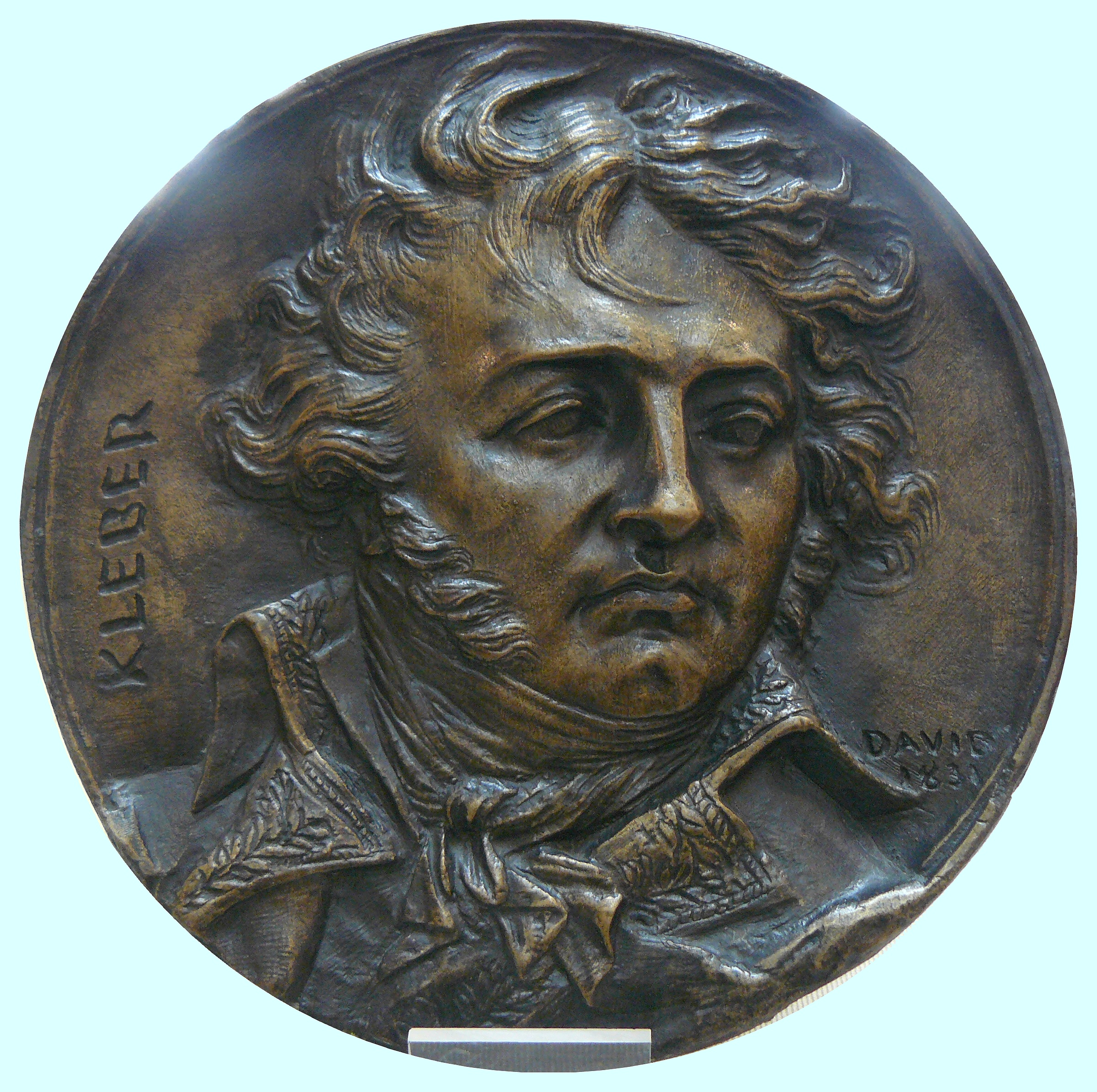
Медальєр Давид д'Анже, генерал Ж.Б. Клебер, 1831 р.
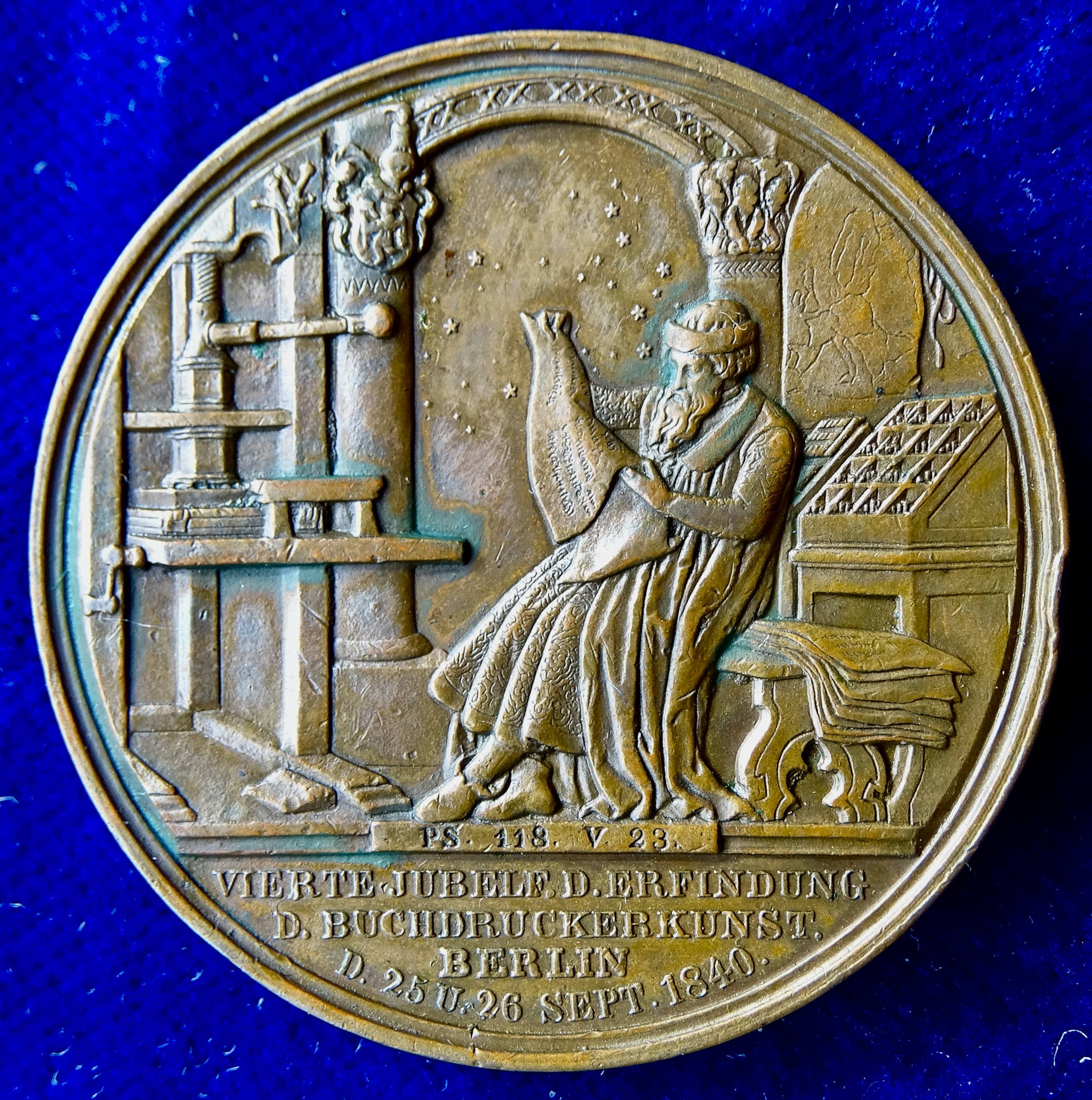
Медаль на честь першодрукаря Йоганна Гутенберга, 1840 р., реверс, срібло.
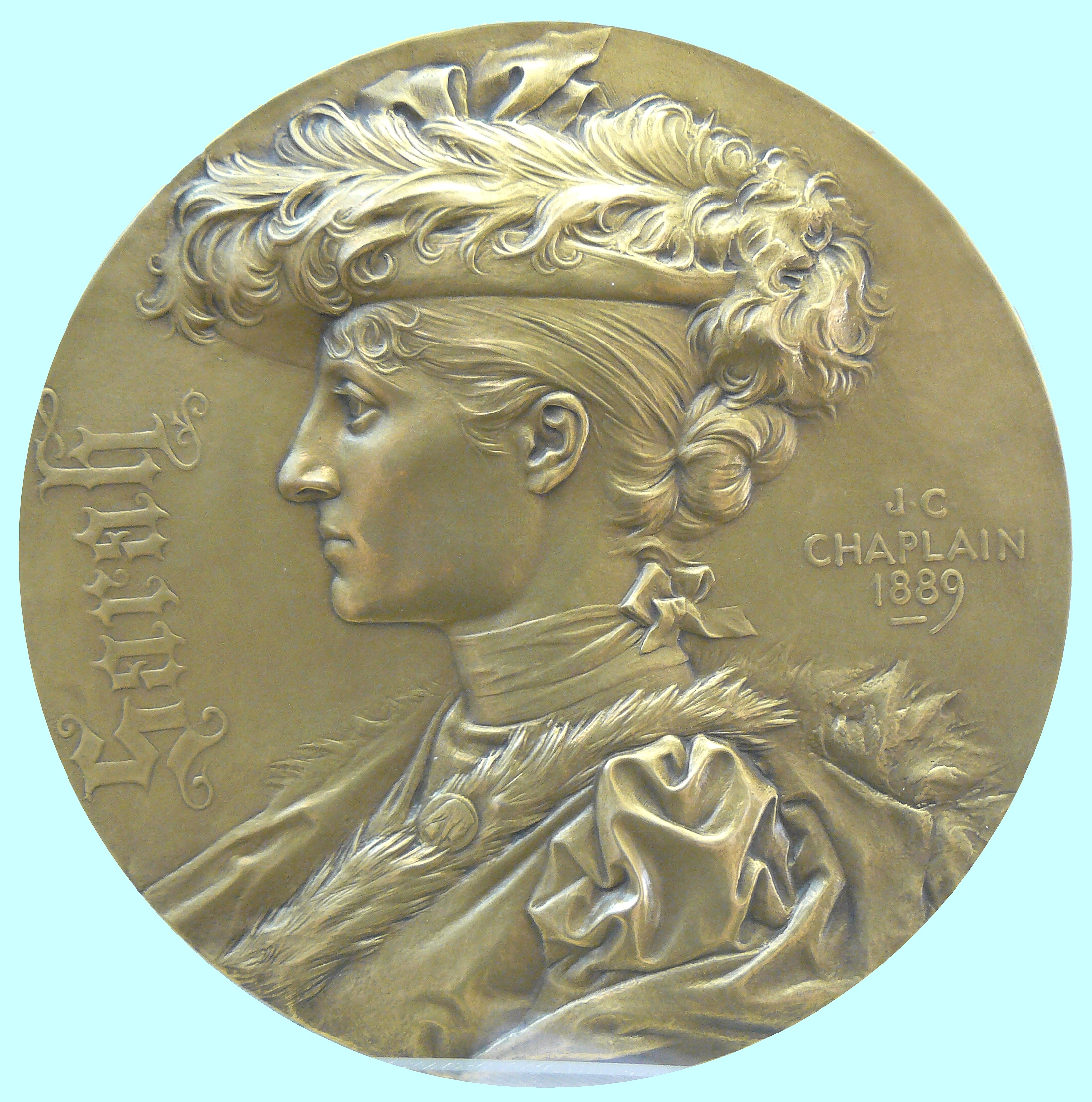
Жуль Клеман Шаплен, Сара Бернар, 1889 р.
Медаль нагорода учаснику виставки 1873 р. у місті Відень.
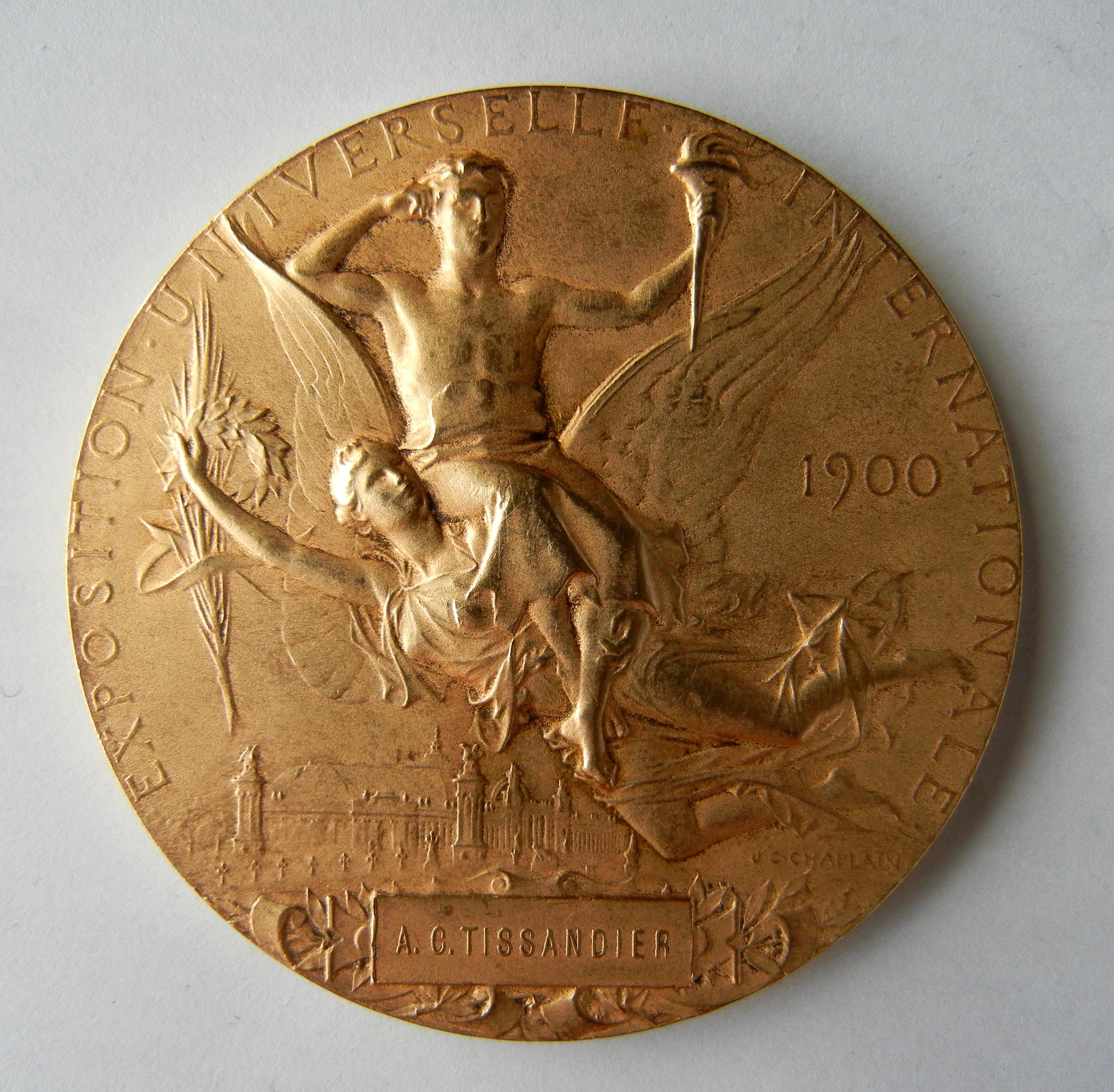
Жуль Клеман Шаплен, «Міжнародна всесвітня виставка», 1900 р., Париж

## Медалі  Франції, XX ст.

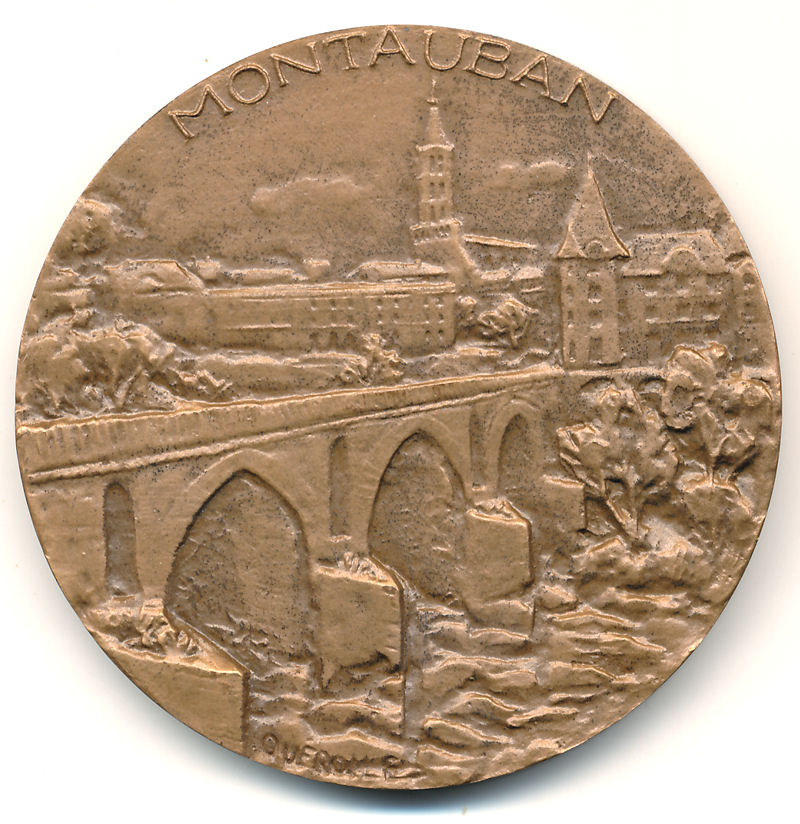
Антуан Бурдель (?). Медаль «Музей Енгра. Монтобан», датована 1968 р.
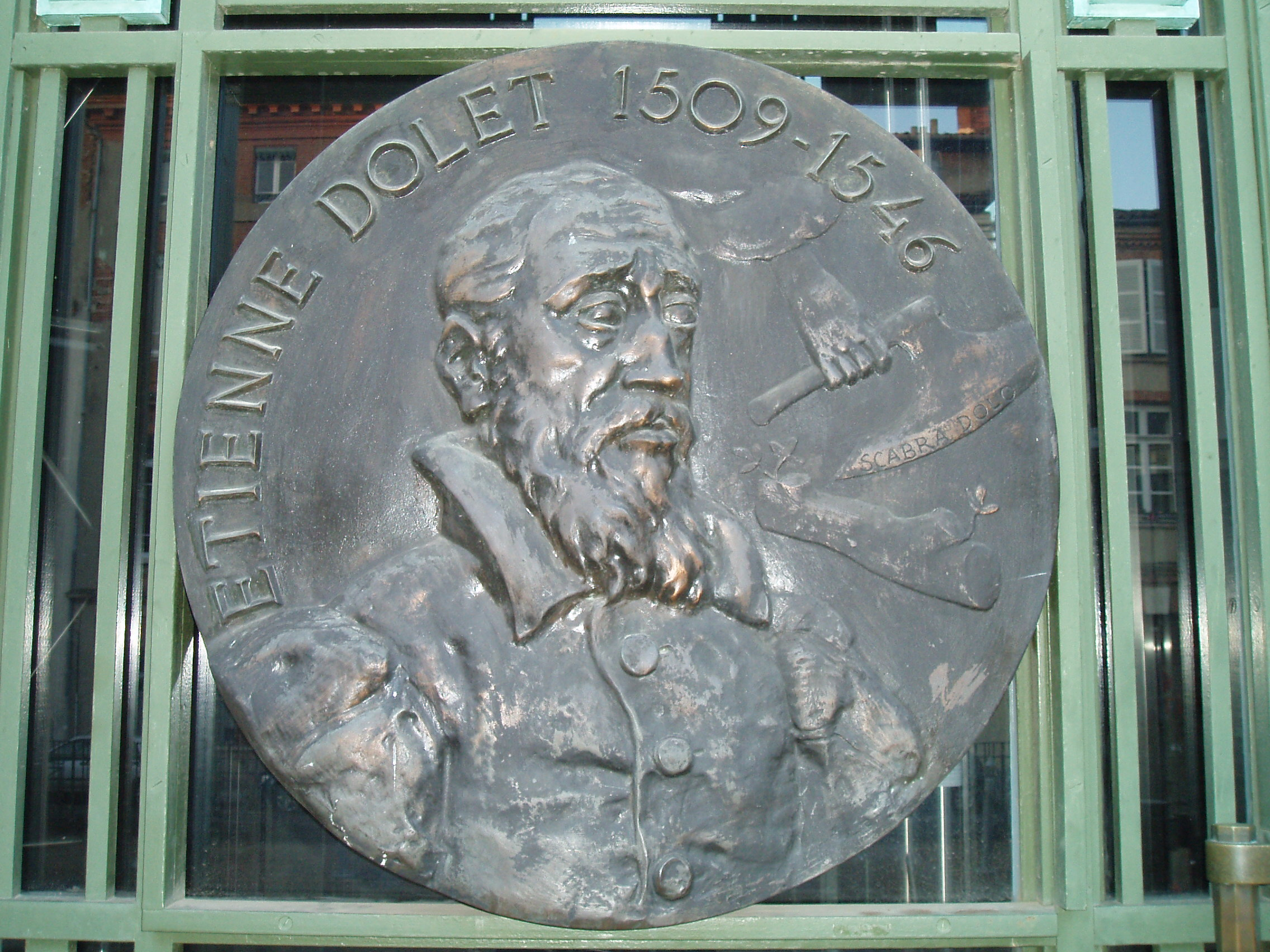
Медаль на честь друкаря і атеїста Етьєна Доле, на тлі двері Публічної бібліотеки в Тулузі.

### XX сторіччя
В XX столітті виникло багато різних міжнародних організацій. Серед інших і ФІДЕМ-Міжнародна федерація медальєрного мистецтва. 1937 року директори семи найбільших монетних дворів Європи зібрались в Парижі і створили свою організацію. Так об'єдналися банкіри, скульптори, музейники, меценати, прихильники медальєрного мистецтва з 44 країн світу. Раз на 2 роки федерація проводить конгреси і міжнародні виставки медальєрного мистецтва. Мета федерації-популяризація медальєрного мистецтва і підтримка скульпторів і майстрів медалі. З кінця XX ст. участь в роботі ФІДЕМ беруть і майстри незалежної України.

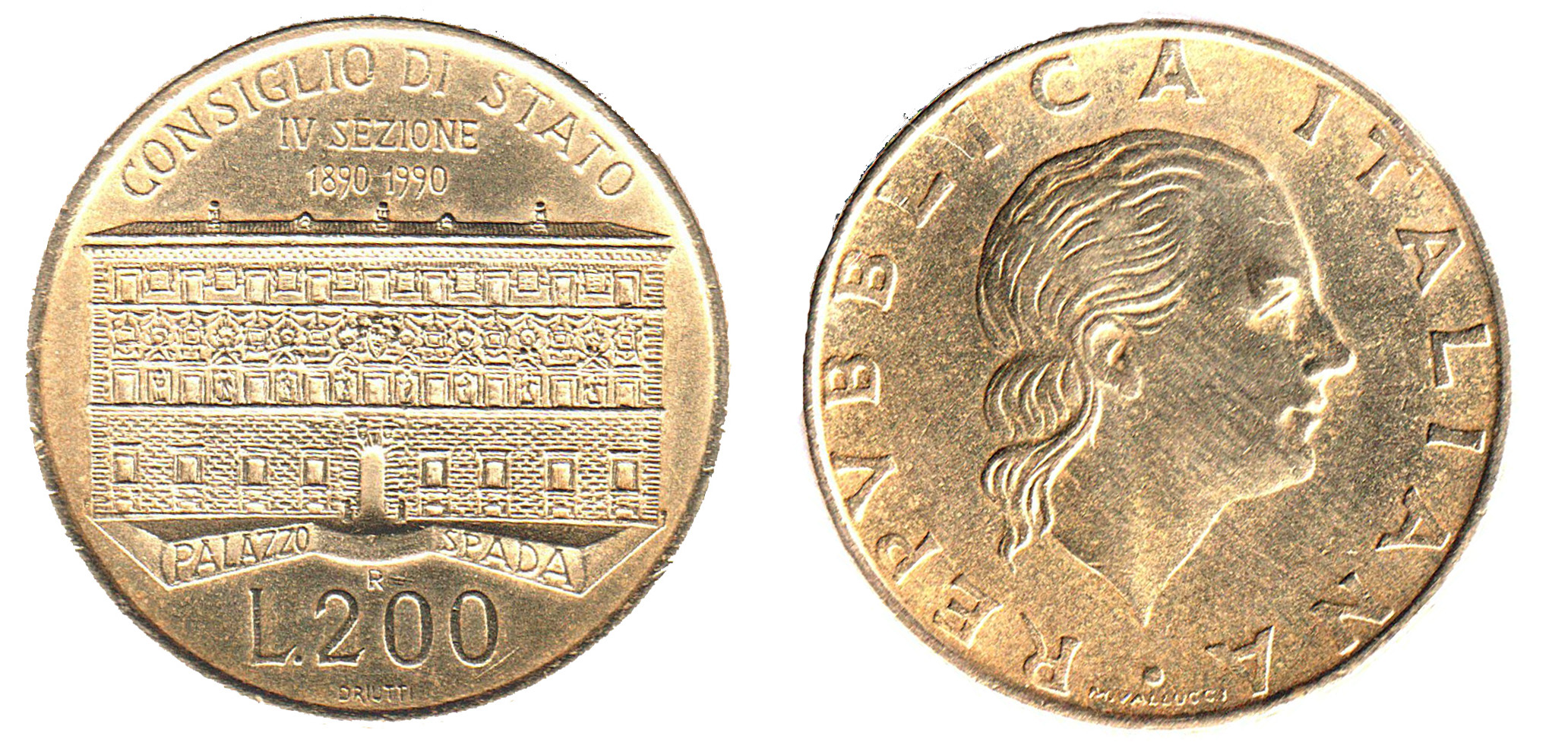
200 лір, Італія, 1990 р.
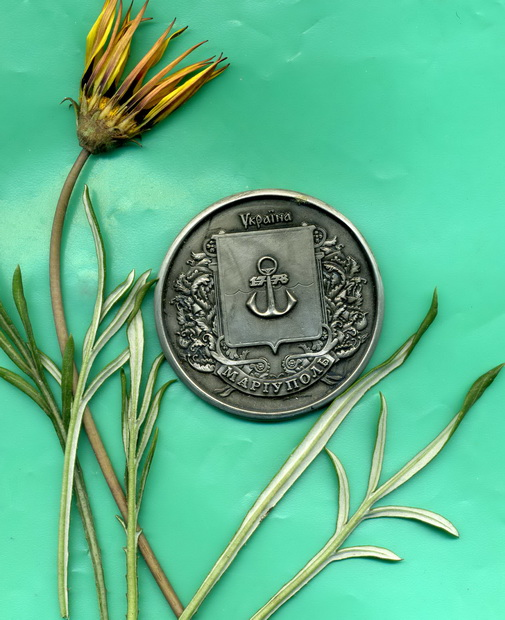
Декоративна медаль на честь Маріуполя.

## Медальєрне мистецтво в Сполучених Штатах

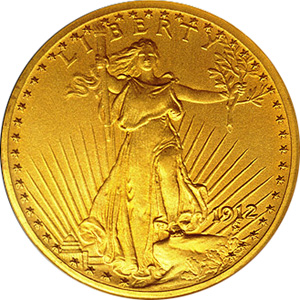
Двадцять доларів за проектом Сент-Годенса, 1912 р.

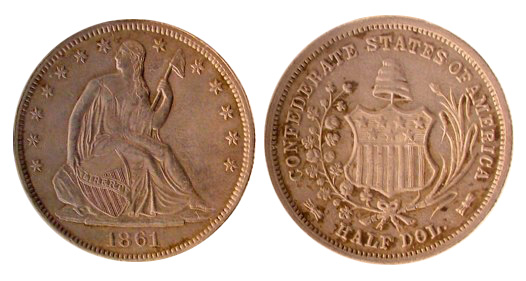
50 центів Конфедерації

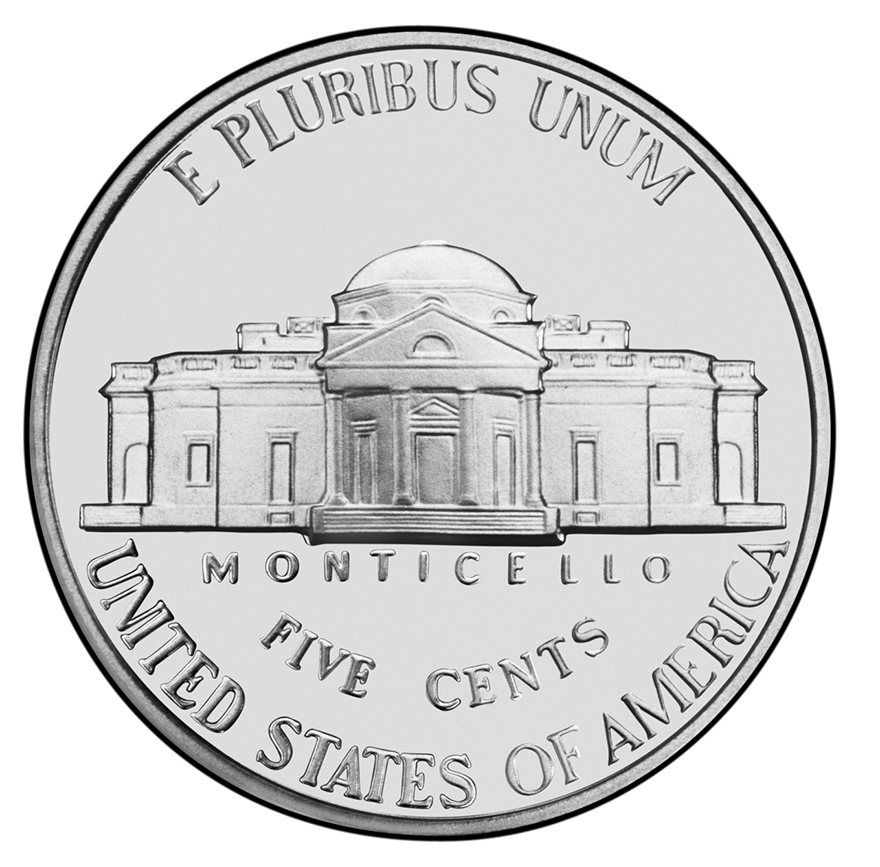
П'ять центів США. Монтічелло — резиденція президента США Томаса Джеферсона.
Десять центів США 1821 року, аверс.Десять центів США 1821 року, аверс.
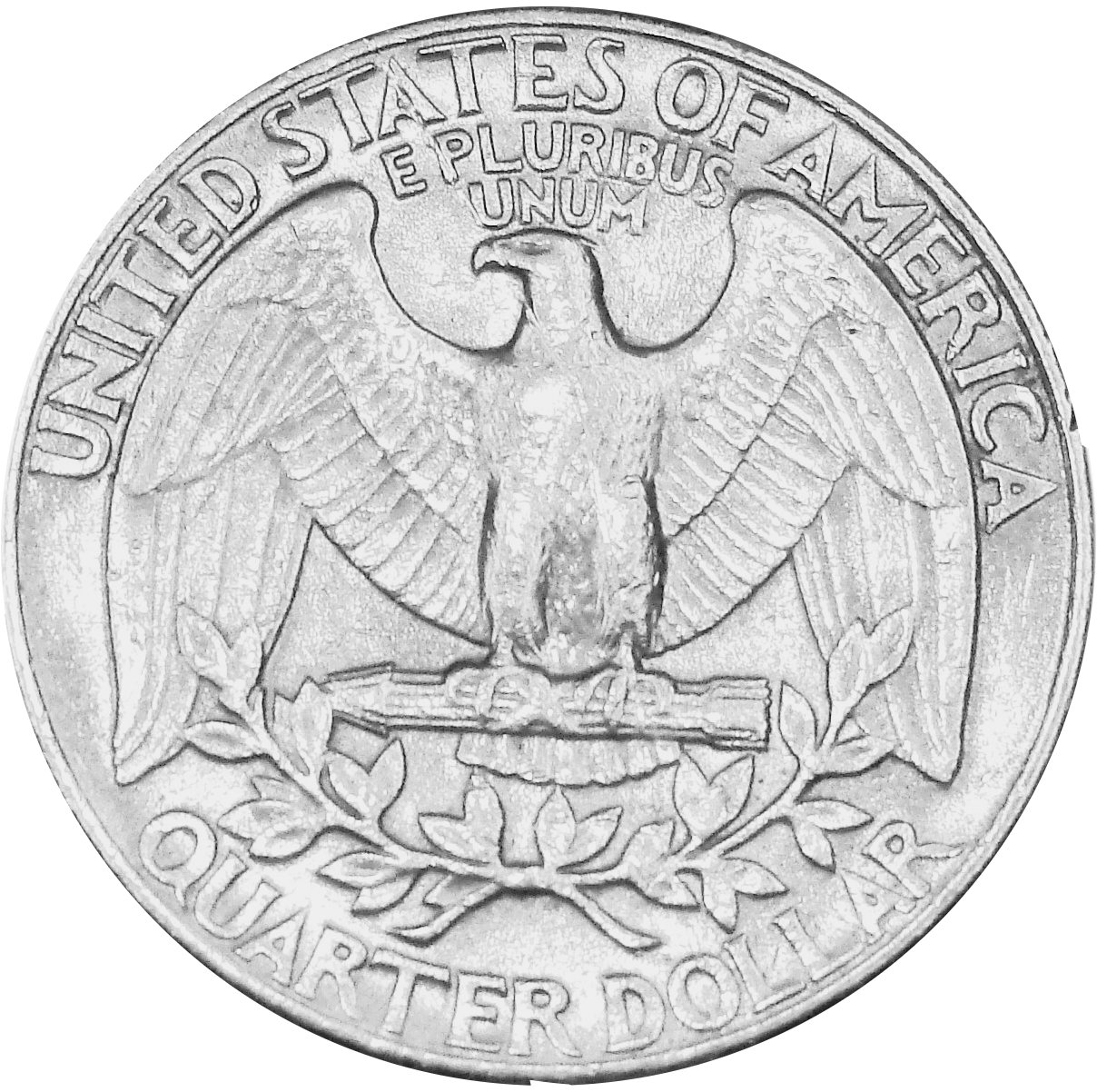
Сучасний американський квартер із зображенням американський орла, нікель
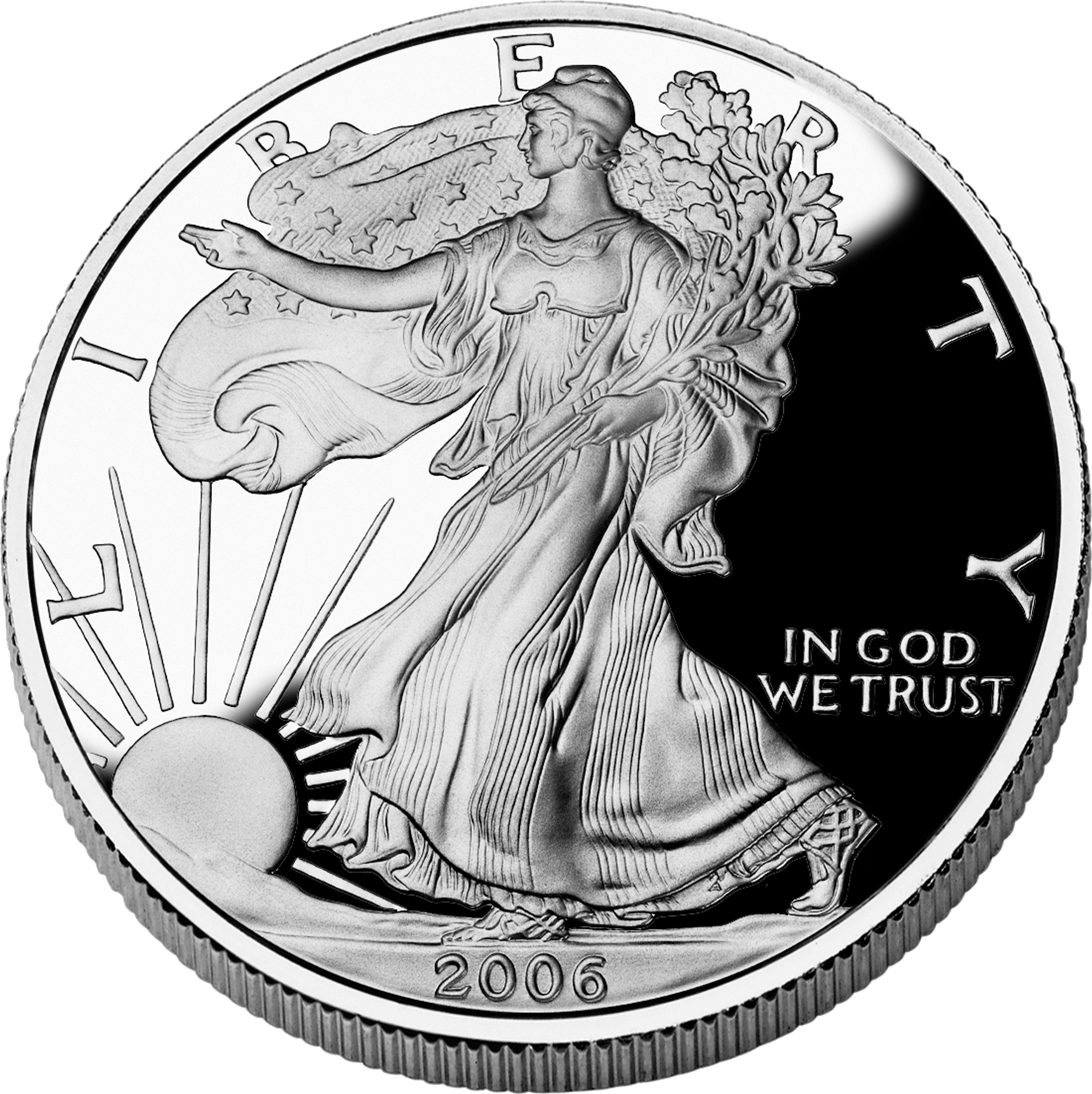
Один долар, 2006 рік, срібло.
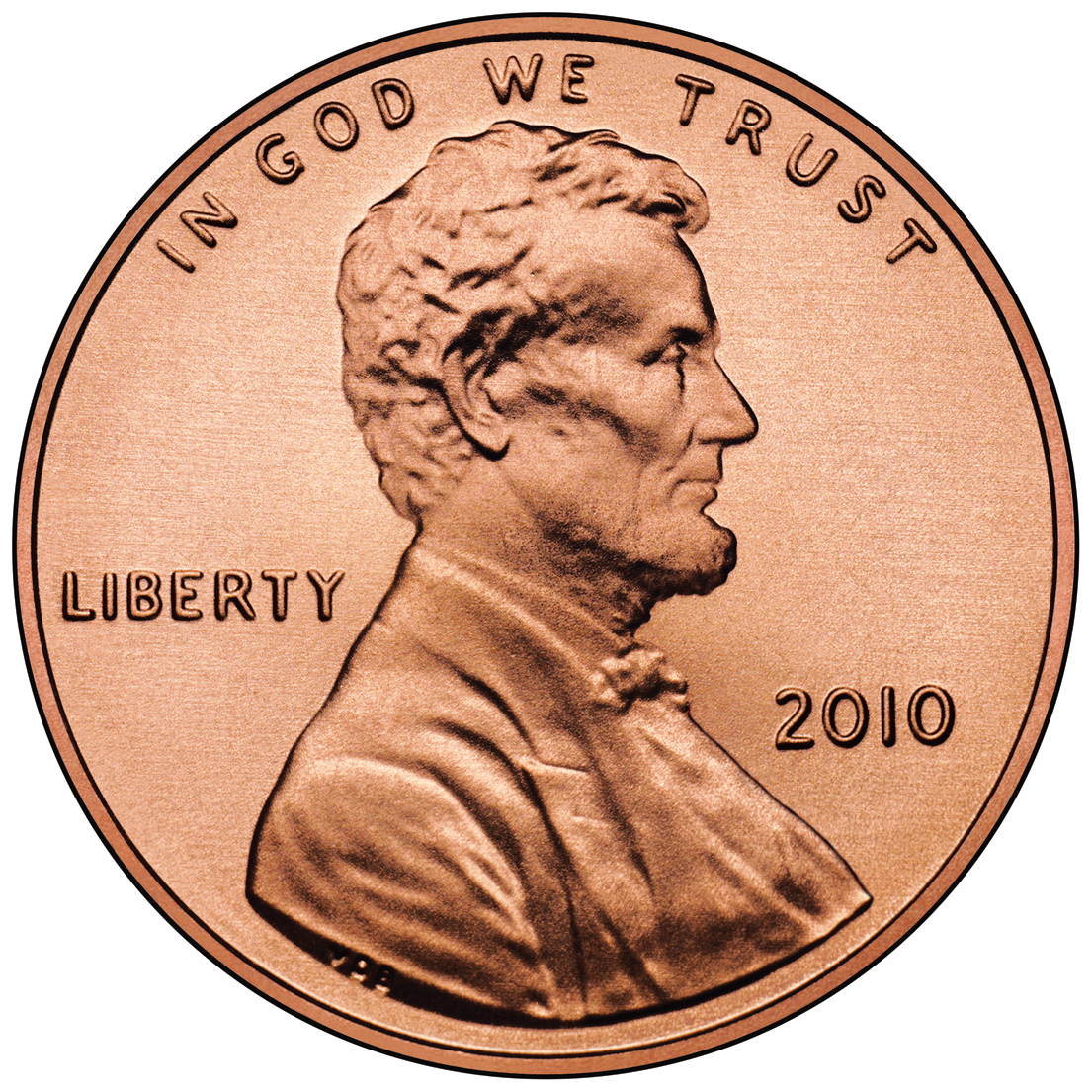
Один цент з портретом Авраама Лінкольна. 2010 р.
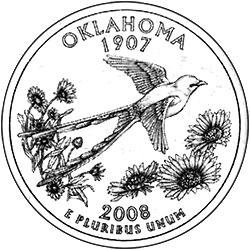
25 центів штату Оклахома із зображенням хвостатої мухоловки. 2008
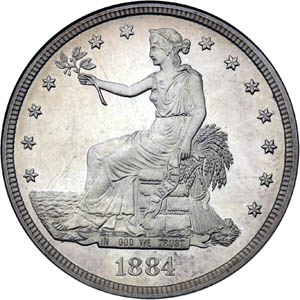
Долар Сполучених Штатів 1884 року, аверс.

### Медальєрне мистецтво України XVI ст. та кінця XX — початку XXI ст.

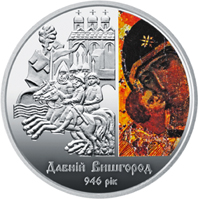
Медаль Вишгород. 2016 р.

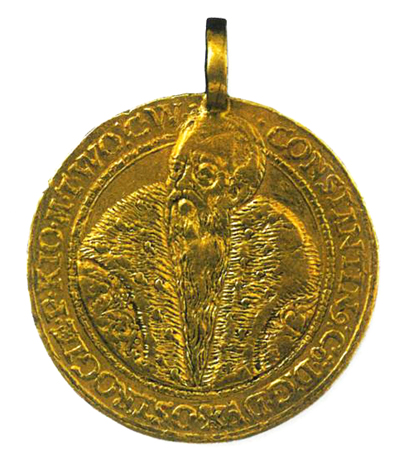
Медаль на честь кн. Василя Костянтина Острозького (литво, золото, аверс), до 1616 р. Ермітаж, Санкт-Петербург.
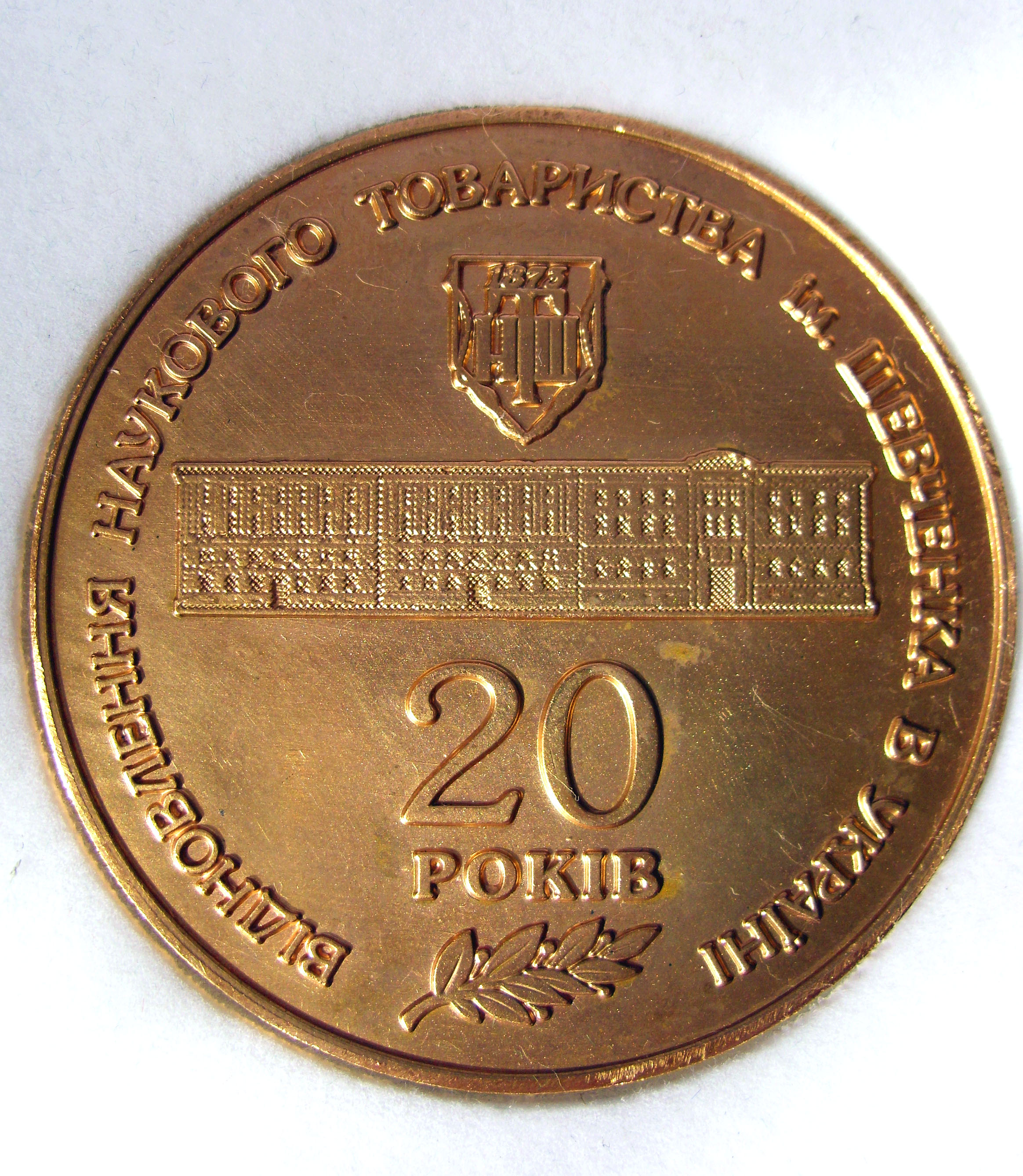
Медаль «20 років відновлення Наукового товариства ім. Шевченка в Україні» 2009 р.
Харабет Юхим Вікторович, Ювілейна медаль 1978 р. Аверс
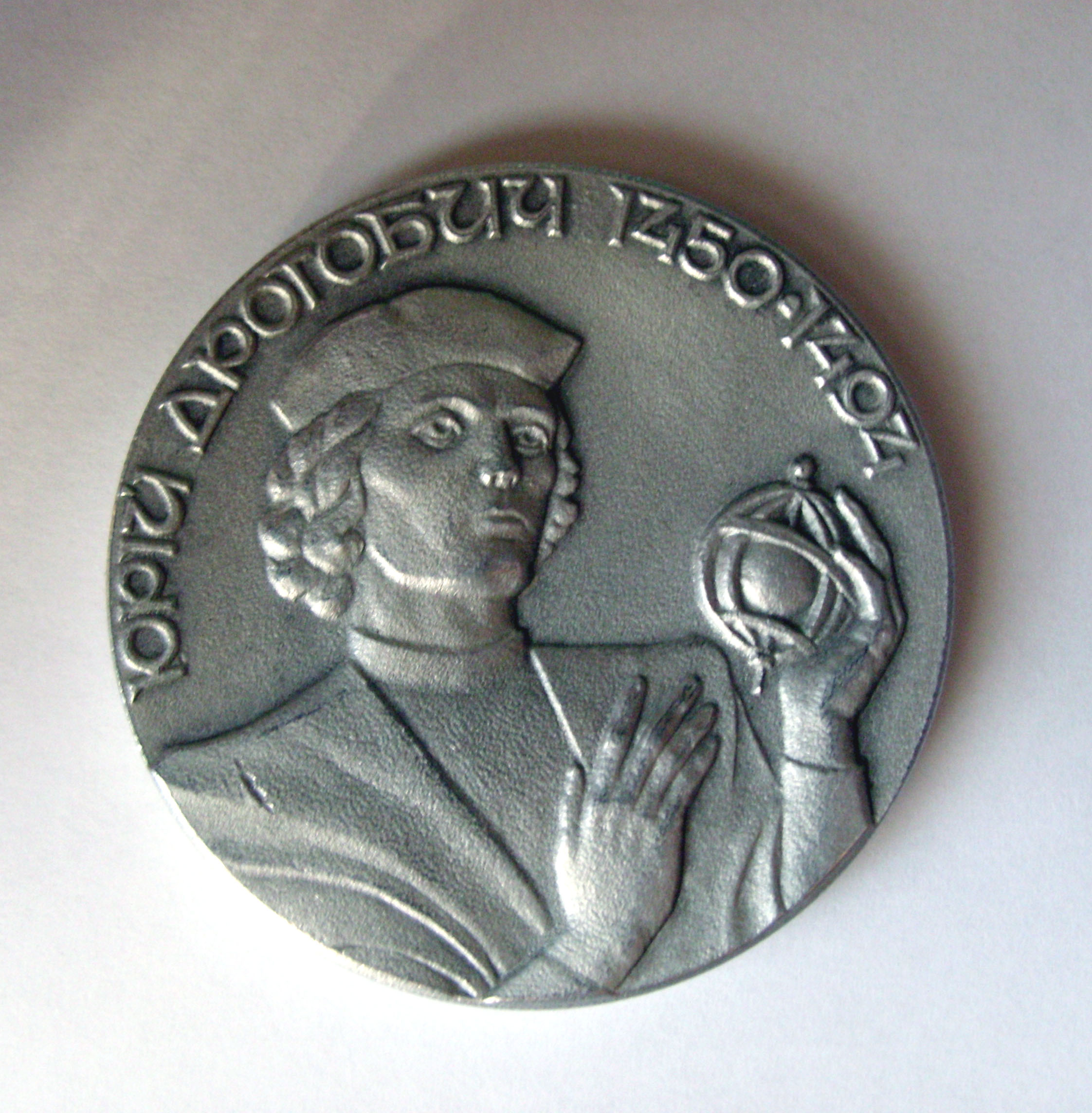
Медаль на честь 500-річчя з дня виходу в світ першої книги українського автора, аверс
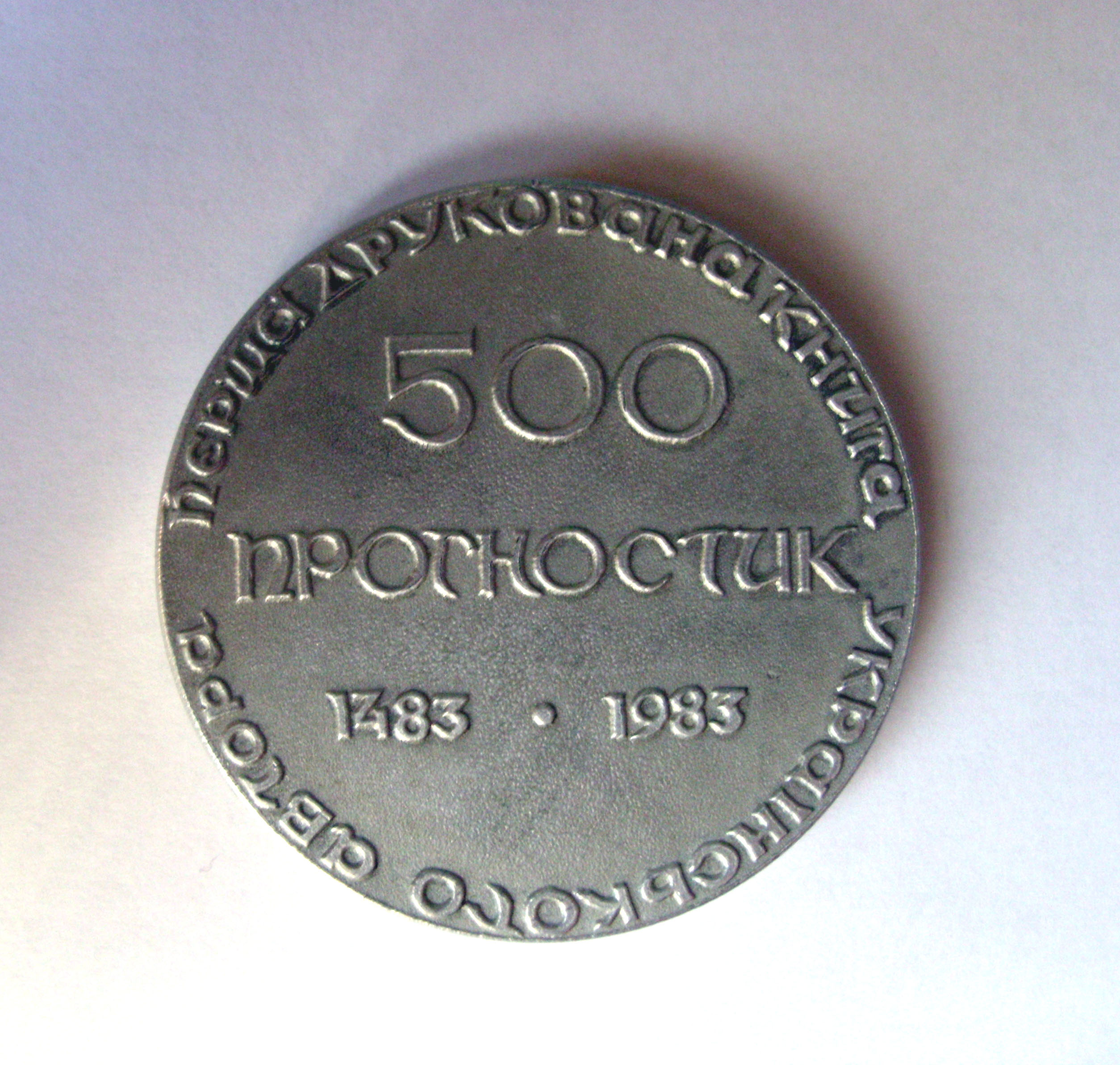
Реверс.1983 рік, м. Львів
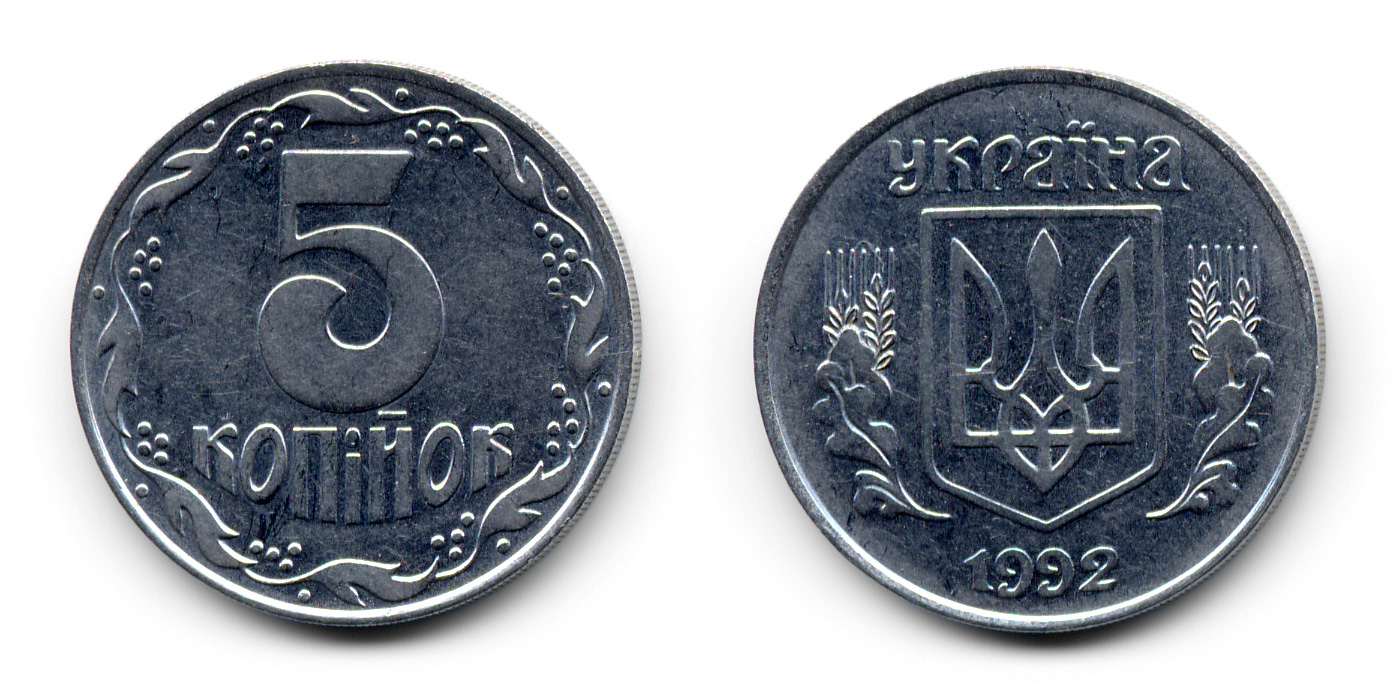
П'ять копійок України 1992, нікель.
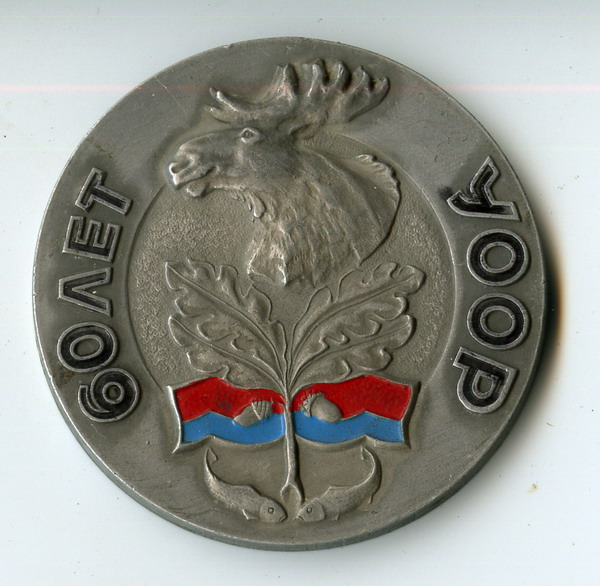
Ювілейна медаль товариства мисливців і рибалок 1921-1981 р. Україна. Аверс. 1981 р.
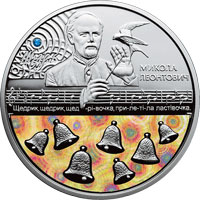
Медаль «Щедрик» (до 100-річчя першого хорового виконання твору композитора М. Леонтовича), реверс

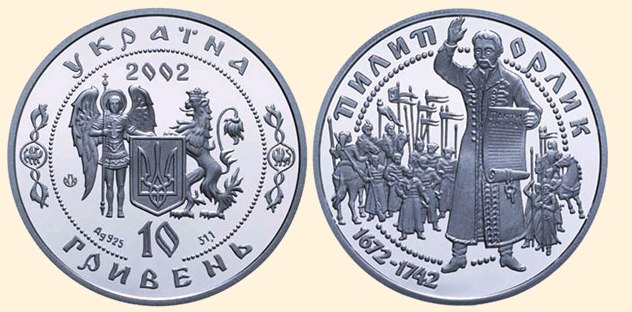
Монета 10 гривень з зображенням П. С. Орлика

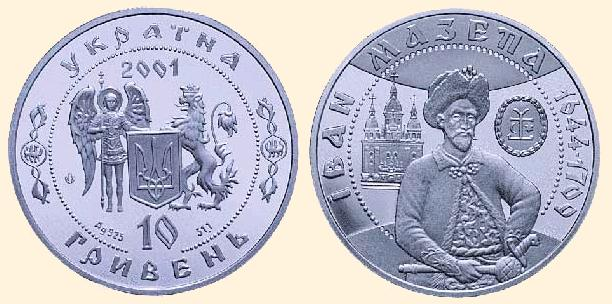
Монета 10 гривень з зображенням I.C. Мазепи

В кінці XX ст. Україна отримала незалежність і створила свою державність. Держава не існує без грошового обміну та монетних дворів. Лише перенесення монетного двору з міста Луганськ дозволяє назвати розташування 1-го монетного двору незалежної України.
З'явилися і колекції медалей-одна з них в Музеї медальєрики та фалеристики при обласному відділенні Українського фонду культури.
Серед нових зразків ювілейних медалей — медаль з приводу 100-річчя Львівської галереї мистецтв, що відзначалася у 2007 році. Частка медалей вкрита шаром срібла. Унікальною є і іменна медаль директора галереї, Героя України — Возницького Бориса Григоровича, яку майстри пластики міста Львів виконали в одному екземплярі.
Медальєрне мистецтво України XX ст. ще вивчається. Є тільки невеликі нариси та біографії деяких майстрів. Іде також постійний пошук нових матеріалів і сплавів для виготовлення ювілейних медалей. Так, з нагоди 300-річя міста Глухів (Сумська область) було вирішено створити ювілейну медаль із ницельбера (а не срібла, як то зазвичай). Це здешевить наклад і надасть можливість придбати ювілейну медаль більшому колу споживачів.
Своя школа майстрів-медальєрів склалася в місті Маріуполі Донецької області, серед яких Юхим Харабет, В. Узбек, Ю.Шевяков.
2005 року переможцями на щорічному Міжнародному конкурсі монетного дизайну, який проводить Монетний двір Японії, стали українські митці — брати-близнюки Олександр та Сергій Харуки та Володимир Таран за створення дизайну монети «Природа України» (яку присвячено тварині рисі, котру внесено до Червоної книги). Перше місце конкурсу називається «найпрекрасніша робота».
Є свій медальєр і в Дніпропетровську. Започаткований Дмитром Пірклом проект «Україна козацька земля» втілюється в життя за участю наукових співробітників (Ю. Осадча, О. Старік) і художника-оформлювача Дніпропетровського національного історичного музею ім. Д.І. Яворницького (Ю. М. Малієнко). Медалі викарбувані на Київському монетному дворі (скульптор Роман Чайковський).
Як медальєр Піркл Дмитро вже багато років працює в галузі дизайну монетоподібних медалей та пам'ятних плакеток, присвячених видатним подіям та особистостям в історії України. Піркл ніколи не повторюється у композиційних підходах при розкритті того чи іншого образу, намагаючись розкрити внутрішній світ своїх героїв, інколи досить складний та суперечливий (медаль «Роксолана», плакетка «Євпраксія»).

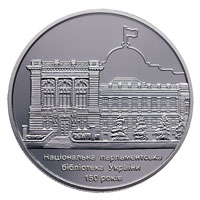
«150 років Національній парламентській бібліотеці України», аверс
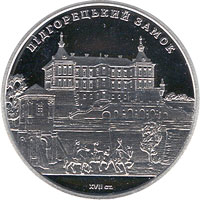
«Підгорецький замок», реверс

### Віденська філармоніка

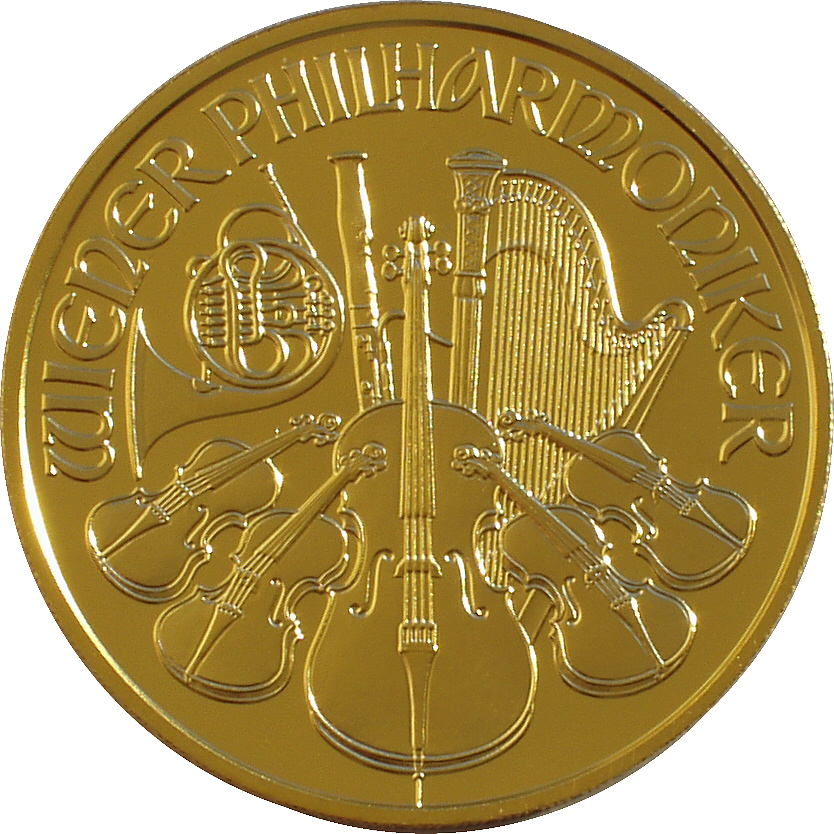
Віденська філармоніка, реверс, 2008 р.

«Віденська філармоніка» (нім. Wiener Philharmoniker)— назва найбільшої за розмірами монети, викарбуваної в Європі. Її діаметр сягнув тридцяти семи (37) сантиметрів, а вага 31 кілограм. Монета — своєрідна візитівка Монетного двору Австрії і вже внесена в книгу рекордів Гіннеса. На аверсі монетного велетня викарбуване зображення органа, котрий прикрашає концертну залу Віденського філармонічного оркестру. На аверсі також позначені номінал в євро, вага монети, рік карбування. Аби монета була більш доступною, її почали карбувати кожен рік, але в різних матеріалах, різного розміру та ваги.
На реверсі — інші музичні інструменти. Золота монета — номіналом в сто євро. Але вона створена накладов всього у п'ятнадцять зразків. Вона вважається інвестиційним екземпляром, але давно розійшлася приватними і державними зібраннями.

### 275 років Санкт-Петербурзькому Монетному двору
Свій внесок в створення унікумів в медальєрному мистецтві зробили і художники-медальєри Росії. Викарбувана монета «275 років Санкт-Петербурзькому Монетному двору» із срібла вагою три кілограми і номіналом 200 російських рублів. Її невеликий наклад склав лише сто п'ятдесят зразків. На аверсі — емблема Банка Росії роботи художника І. Білібіна (двоголовий орел) із написом «Банк России». На реверсі — зображення монетного двору в Петропавлівській фортеці, поданого з неба на тлі панорами Петербурга та зображення погруддя засновника царя Петра І.

## Прага в медальєрному мистецтві

### Кольорові монети
Розвиток медальєрного мистецтва у світі спричинив появу кольорових монет. Вони виробляються для колекціонерів. Кольоровою буває зазвичай лише одна сторона, а сам колір наносять кольоровим лаком чи глазур'ю.
Канада викарбувала монету в 25 центів з зображенням квітки червоного маку. Австралія виробила кольорові монети серії «Місячний календар». Росія у 2008 р. виробила кольорову монету в 2 рублі номіналом.